# Guangxiao si
Guangxiao si (Klasztor Jasnej Synowskiej Pobożności; chiń. 光孝寺 pinyin Guāngxiàosì – jeden z ważniejszych klasztorów chińskich prowincji Guangdong znajdujący się w mieście Kanton (chiń. Guangzhou).

## Historia i idea klasztoru
Początkowo wybudowano w miejscu przyszłego klasztoru willę księcia z królestwa Nanyue - Zhao Jiande - w okresie Zachodniej Dynastii Han (206 p.n.e.-24 n.e.). W 401 roku (w czasie Wschodniej Dynastii Jin, 317-420) mnich z Gandhary Tanmo Yeshe zamienił budynki na świątynię. W tym samym roku wybudowano Pawilon Mahaviry - Wielkiego Zwycięzcy, czyli Buddy Siakjamuniego. Mnich Zhiyao (Sanzang) zasadził w świątyni drzewo figowe. Samo miasto stawało się coraz ważniejszym miastem portowym, do którego przybywali drogą morską mnisi-misjonarze buddyjscy z Indii. Na początku VI wieku do świątyni przybył patriarcha indyjski Bodhidharma, który następnie udał się na północ Chin.
W VII wieku nowicjuszem w klasztorze był Huineng, jednak nie była to wtedy świątynia związana z chanem. W okresie Tang było to już bardzo znane centrum nauczania buddyzmu w południowych Chinach. Jednak dopiero w okresie Południowej Dynastii Song, czyli w latach 1127-1279, klasztor został całkowicie przejęty przez szkołę chan.
W 1649 r. opatem klasztoru był mistrz chan Tianran Hanshi (1608-1685) ze szkoły caodong. W XVII wieku klasztor został zniszczony przez pożar; wszystkie obecne budynki były od tego czasu wielokrotnie odbudowywane i odnawiane. Klasztor został poddany gruntowej odbudowie i odnowieniu w okresie panowania dynastii Qing (1644-1911). Z 30 świątyń pierwotnego klasztoru do dziś przetrwało dziesięć.
W 1961 roku świątynia została uznana za kluczowy narodowy kulturalny zabytek. Obecnie zajmuje teren o powierzchni 31000 m kw. i znajduje się w parku Yuexiu.

## Architektura klasztoru
Kompleks klasztorny jest wybudowany zgodnie z chińską tradycją, skierowany w stronę południową wzdłuż osi południe-północ. W pierwszej bramie znajdują się dwa duże posągi strażników Dharmy. Druga brama jest tradycyjnie bramą Czterech Niebiańskich Królów, których posągi znajdują się po obu stronach przejścia. Dość nietypowo, w samym centrum bramy znajduje się posąg Maitrei, wyobrażonego pod postacią Śmiejącego się Buddy.
Główny budynek, czyli Pawilon Wielkiego Zwycięzcy (skt Mahavira), co odnoszono zawsze do Siakjamuniego, leży na północ od bram na przedzie dużego dziedzińca, na zachodzie którego znajduje się Wieża Bębna, a na wschodzie - Wieża Dzwonu. Jedną z jego charakterystycznych cech jest podniesiona weranda. Znajdują się tam także dwie stupy oraz dużych rozmiarów kadzielnica. Pawilon ten ma 35.36 metra długości, 24.8 metra szerokości (głębokości) i 13.6 metra wysokości. Dach ma konstrukcję dwuokapową, a ściana pomiędzy oboma dachami jest otwarta, co pozwala na swobodną cyrkulację powietrza i penetrację wnętrza przez promienie słońca. Wewnątrz znajdują się trzy potężne złocone posągi triady buddyjskiej: pośrodku umieszczona jest 30-stopowa postać Buddy Siakjamuniego, oskrzydlonego przez 25-stopowe figury Mańdziuśriego i Samantabhadry. Towarzyszą im figury dwu uczniów Buddy wysokie na 15 stóp - są to Mahakaśjapa i Ānanda. W tylnej części budynku znajduje się posąg bodhisattwy Guanyin. Pawilon Mahaviry uchodzi za najwspanialszy w całych południowych Chinach i był często kopiowany w całości lub fragmentach w innych klasztorach południowych Chin.
Na wschód od głównego budynku znajduje się mniejszy pawilon Sangharama zwany Pokojem Odwiedzających, a na zachód - pawilon o podobnej budowie, który zawiera posąg leżącego Buddy. Za głównym budynkiem mieści się pawilon poświęcony Huinengowi (chiń. Liuzudian - Pawilon Szóstego Patriarchy), zwany Pawilonem Założyciela. Został on wybudowany w okresie Północnej Dynastii Song, czyli pomiędzy 960 a 1127 rokiem. Wewnątrz znajduje się nadnaturalnej wielkości posąg Huinenga. Z tyłu budynku rośnie figowiec (drzewo bodhi), który symbolizuje oświecenie. W 676 roku Huineng został tu nowicjuszem i opat klasztoru zakopał pod tym drzewem włos Huinenga. Na pamiątkę tego wydarzenia wybudowano siedmiokondygnacyjną ośmioboczną stupę Yifa (chiń. Yifata 瘞發塔) o wysokości 7.8 metra.
Klasztor jest znany ze swoich dwóch żelaznych stup (zachodniej i wschodniej), które pochodzą z okresu Pięciu Dynastii (907-960). Są to najstarsze żelazne stupy w Chinach; zachodnia stupa pochodzi z 963 roku, a wschodnia - z 967. Cztery górne kondygnacje stupy zachodniej nie przetrwały do naszych czasów. Na stupie znajduje się około 1000 malutkich kapliczek, a w każdej z nich umieszczono posążek Buddy. Uważa się, że pierwotnie stupy były pozłacane.
Inne ważniejsze budowle to budynki: Sangharama, Niebiańskich Królów (chiń. Tianwangdian) oraz Filar Sutry Mahakaruna Dharani. Pawilon Niebiańskich Królów zawiera 380-letnią stelę Helin, która powstała w okresie panowania dynastii Ming (1368-1644). Źródło Mycia Misek zostało wykopane w 527 roku, specjalnie po to, aby Bodhidharma mógł w nim myć swoje mnisie miski. Filar Sutry Mahakaruna Dharani pochodzi z roku 826 i został wykonany w odmianie piaskowca. Na każdym z jego ośmiu boków wyryto tekst Sutry Mahakaruna Dharani.

## Wideo
- Migawki z klasztoru

## Adres
- 109 Guangxiao Road, Guangzhou, China

## Galeria

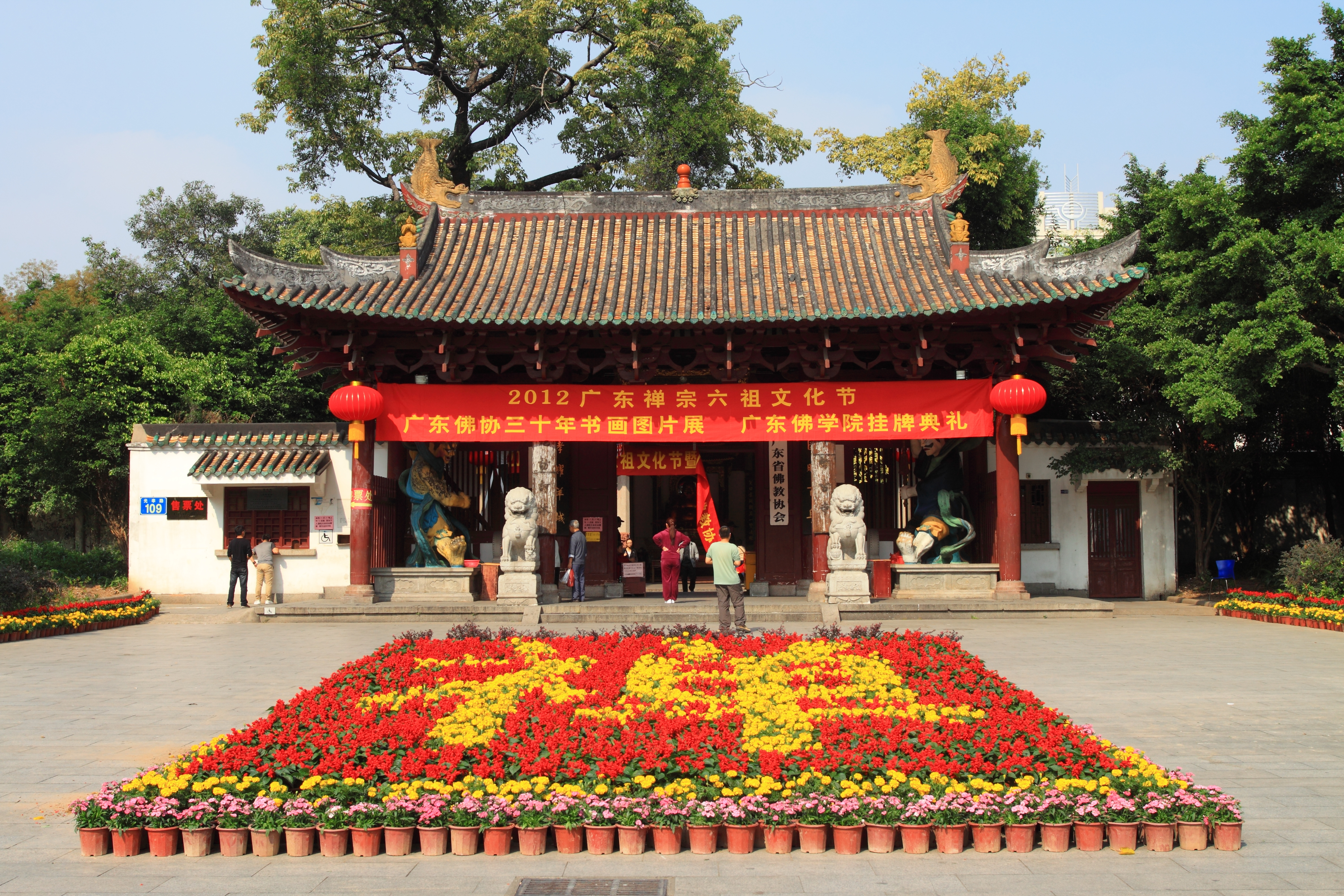
Brama klasztorna
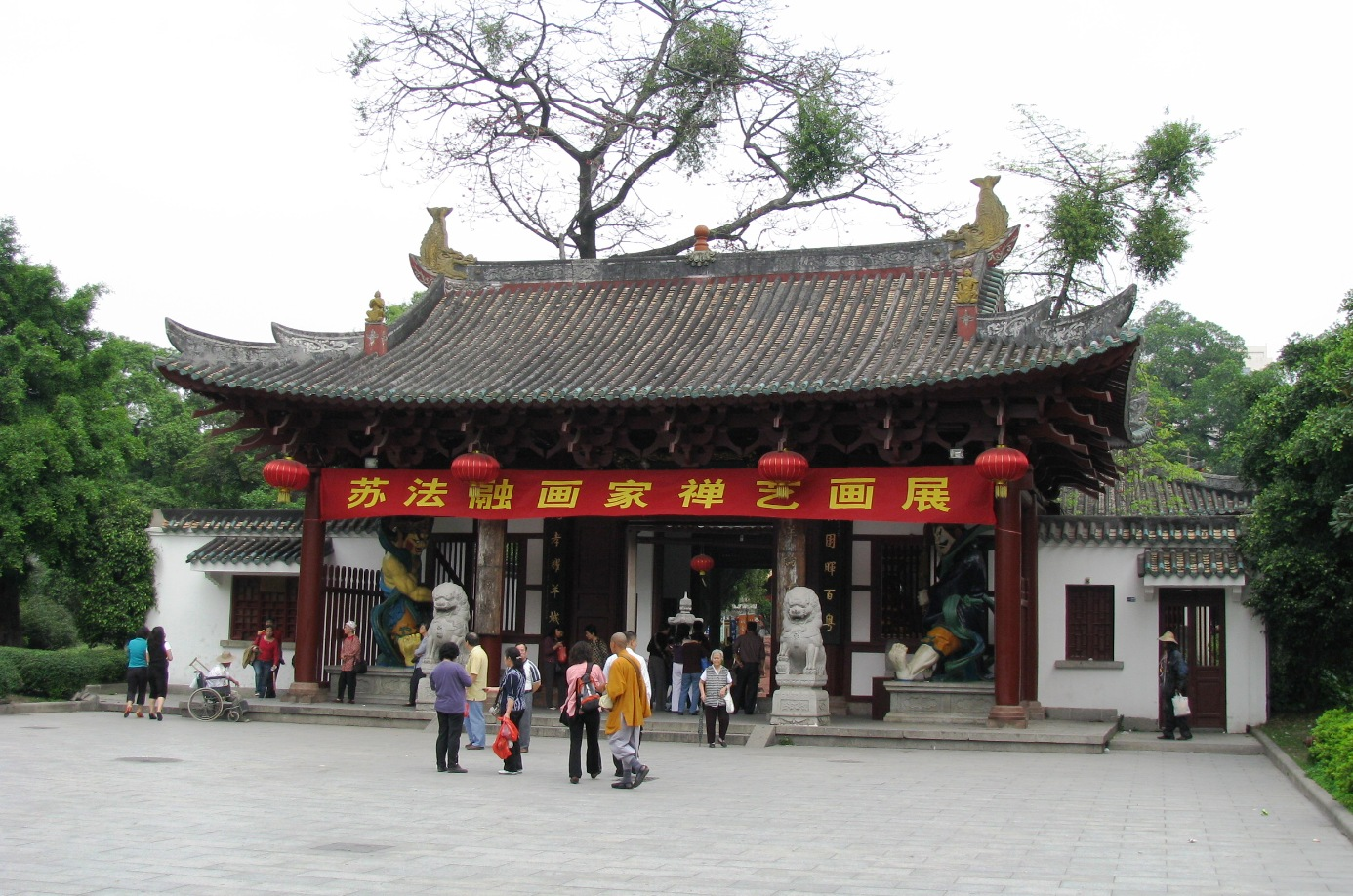
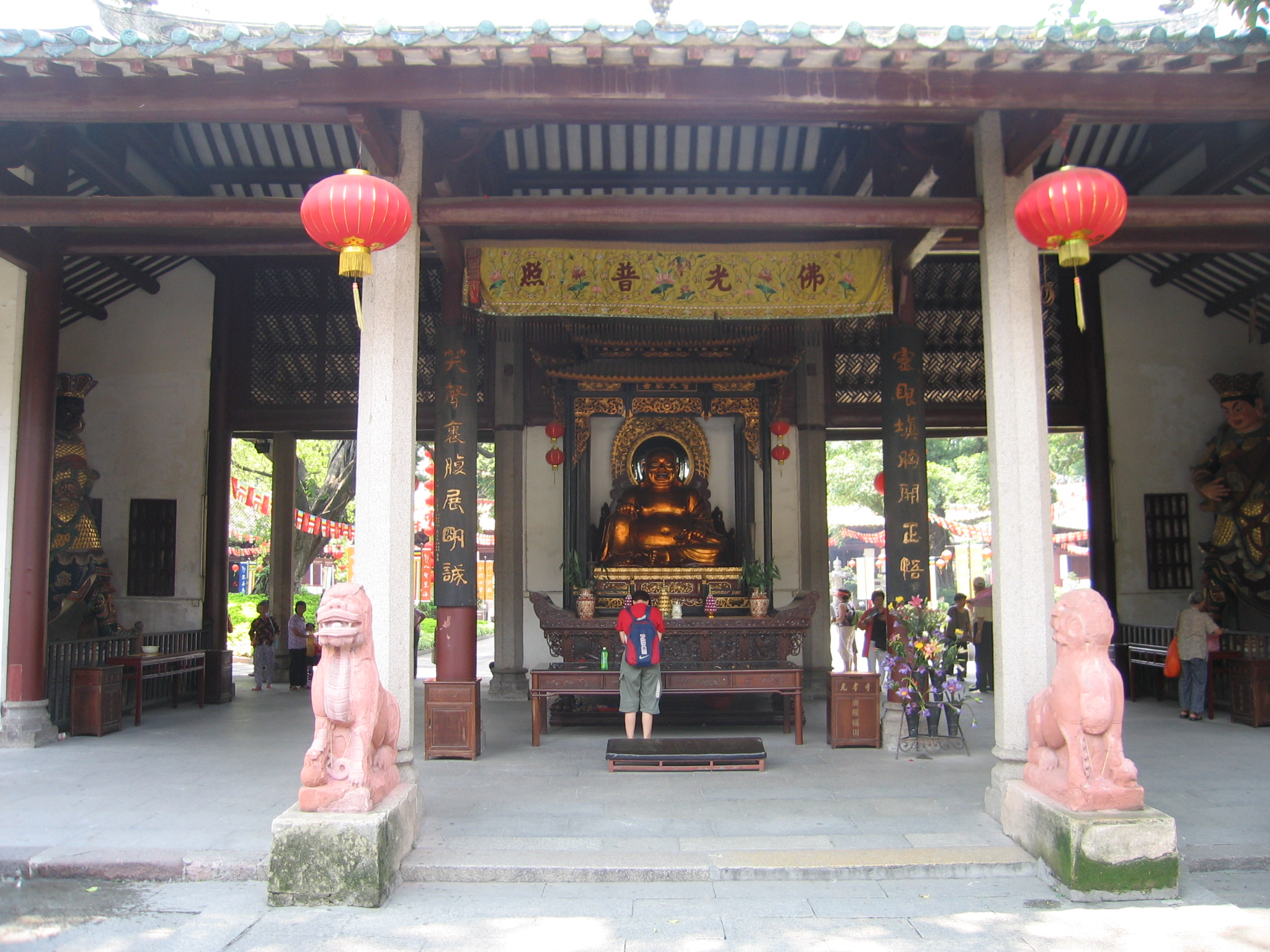
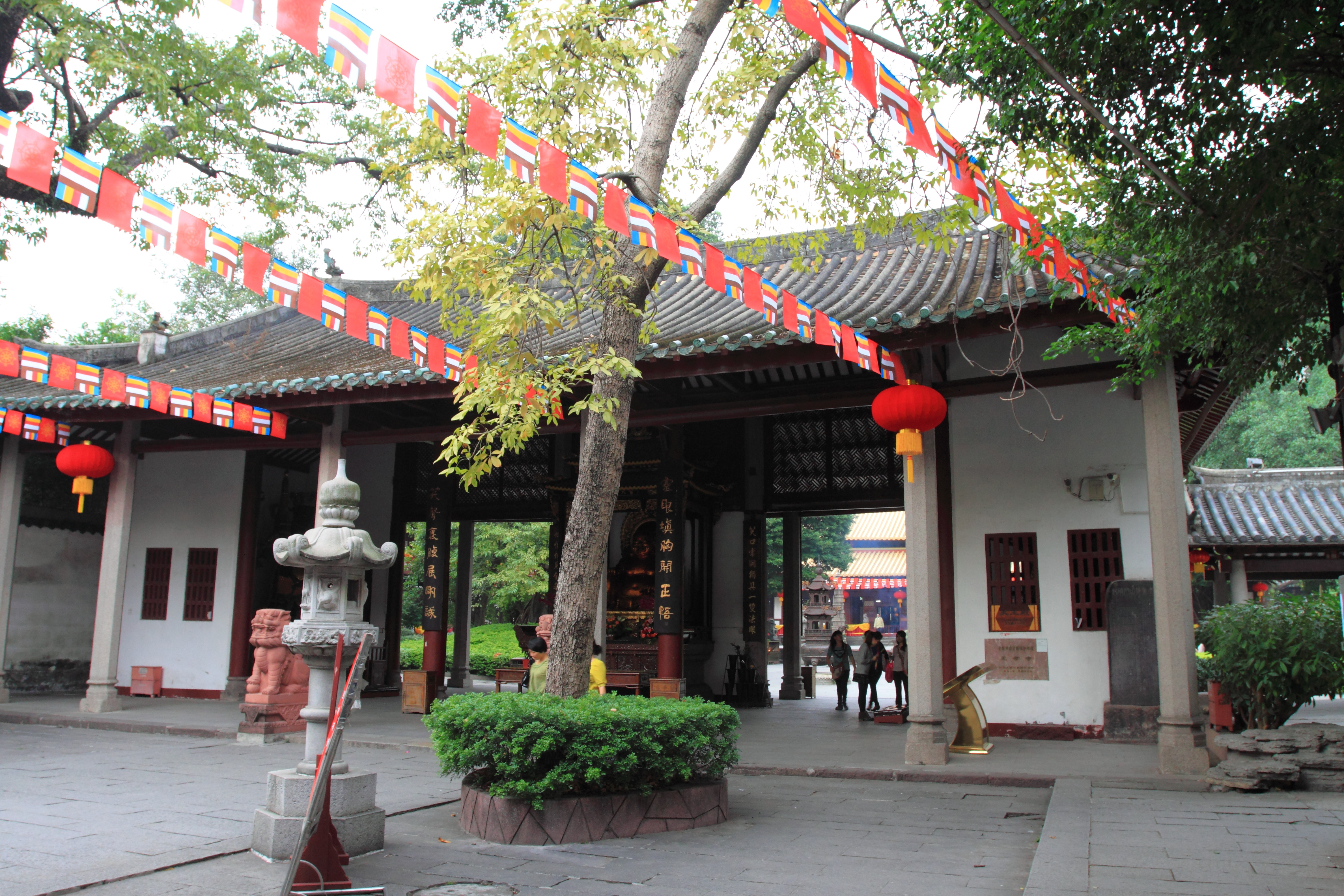
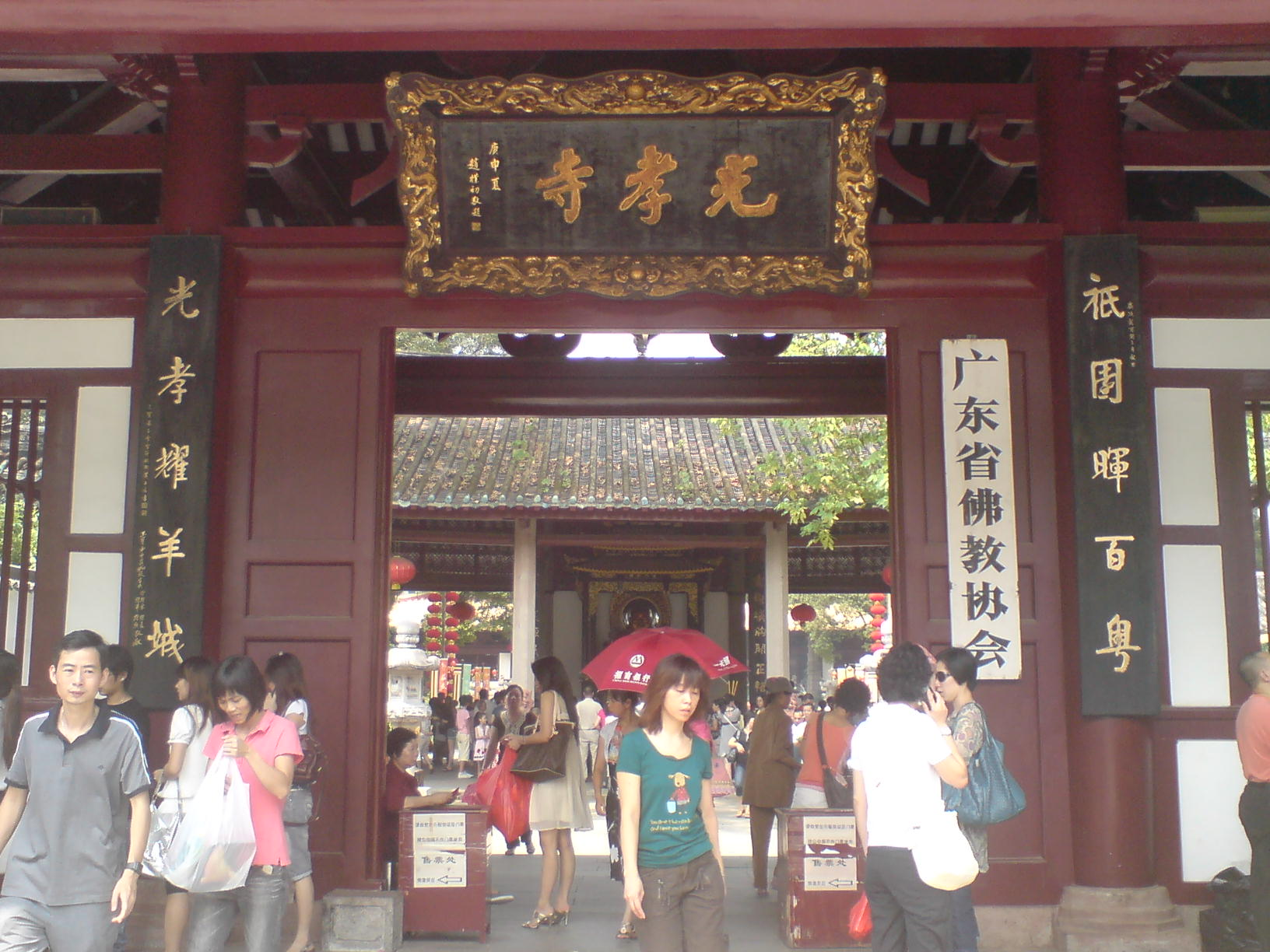
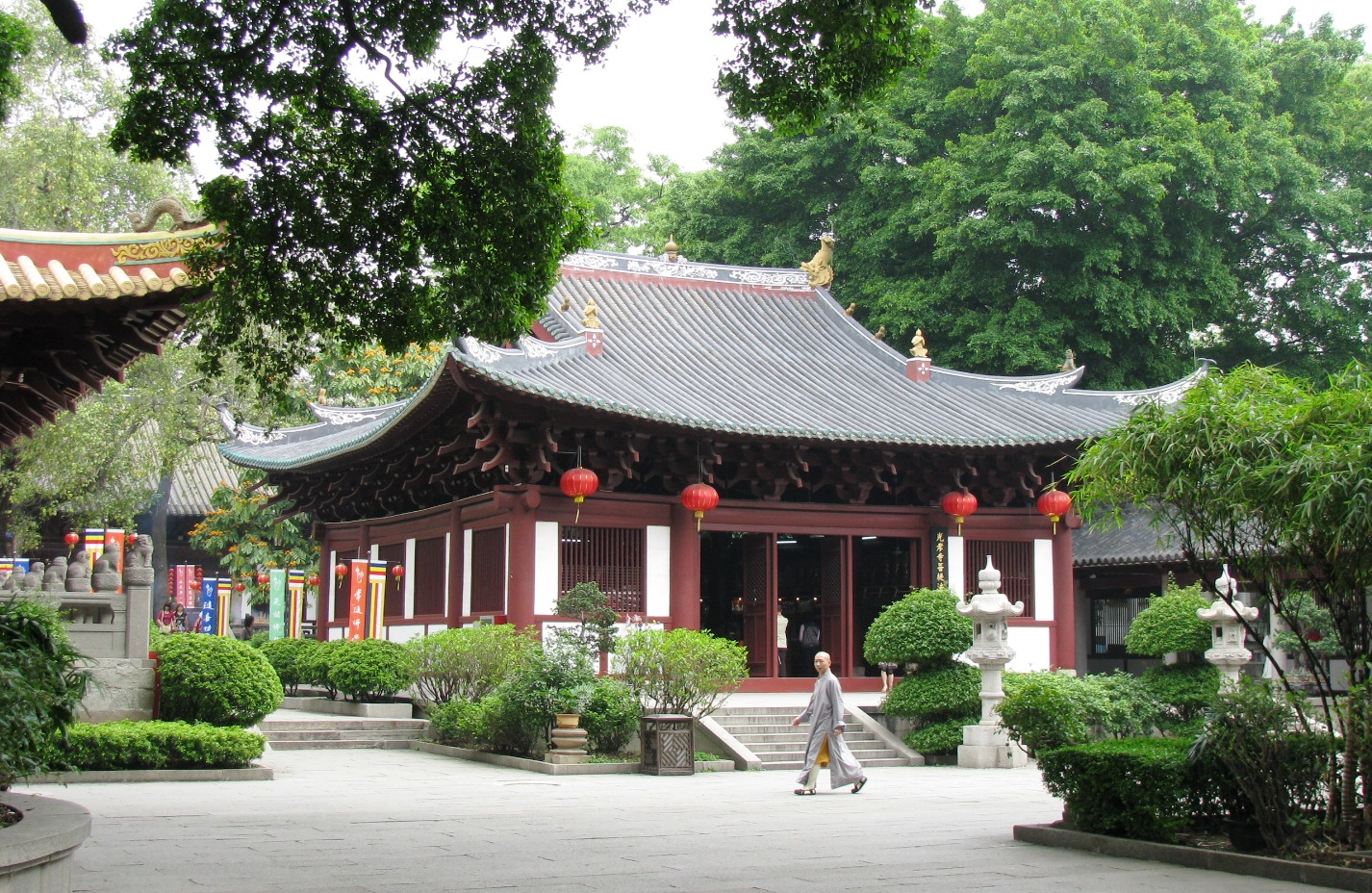
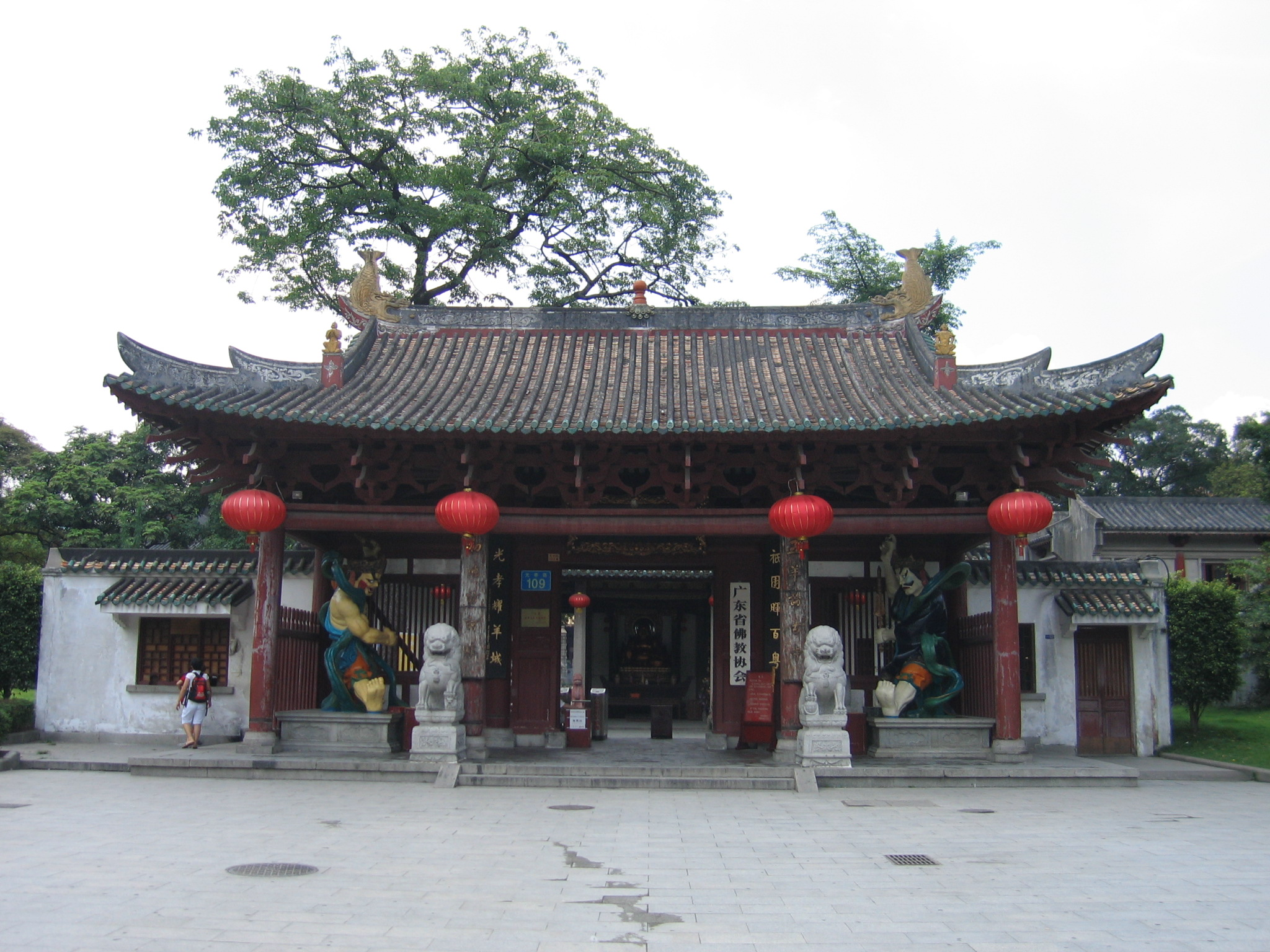
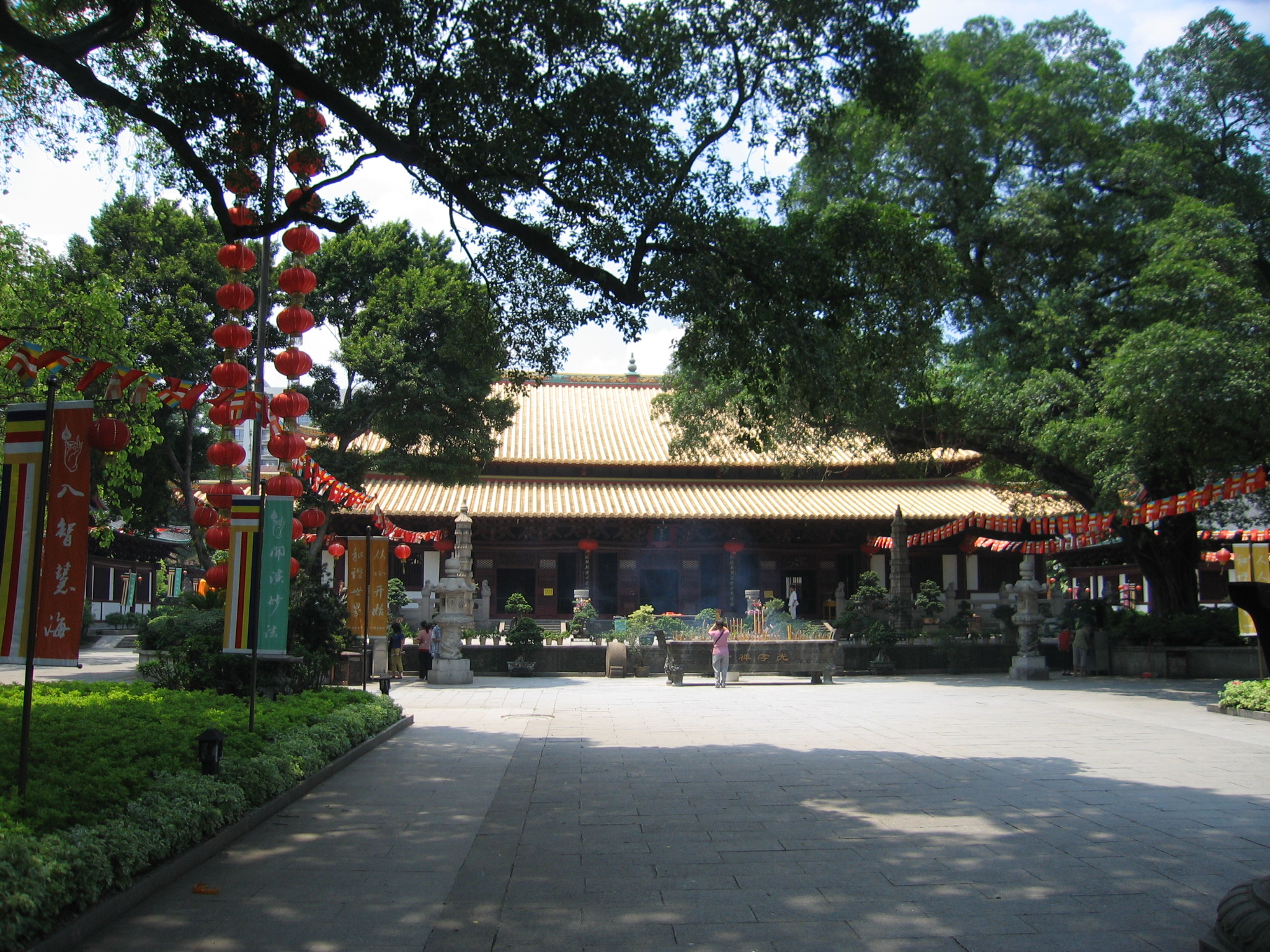
Budynek Wielkiego Zwycięzcy (skt Mahavira)
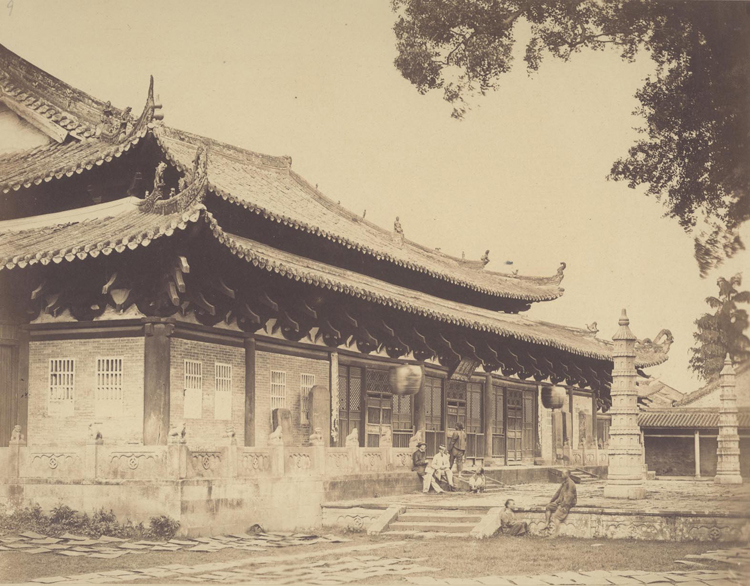
Archiwalne zdjęcie budynku Mahaviry
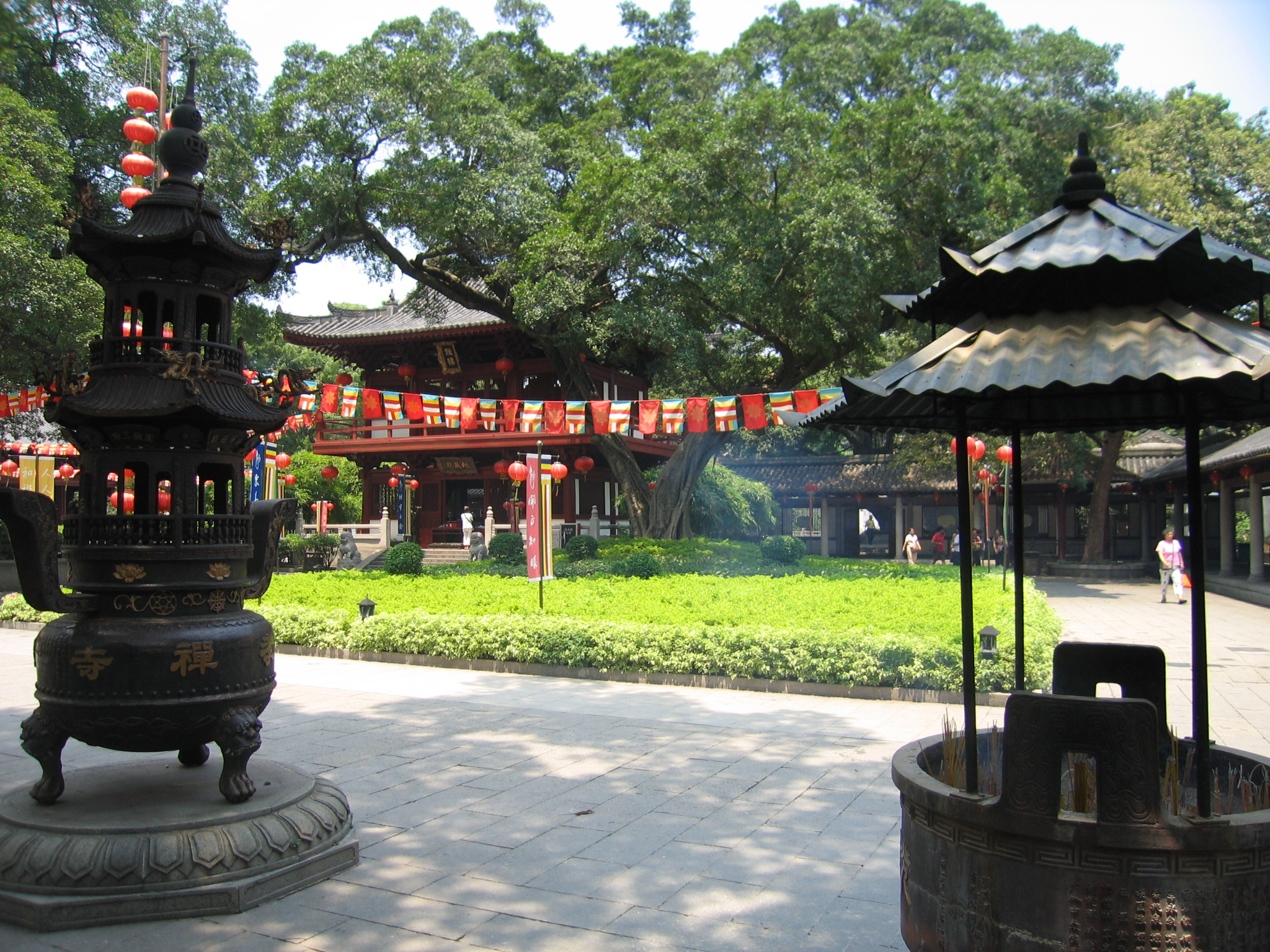
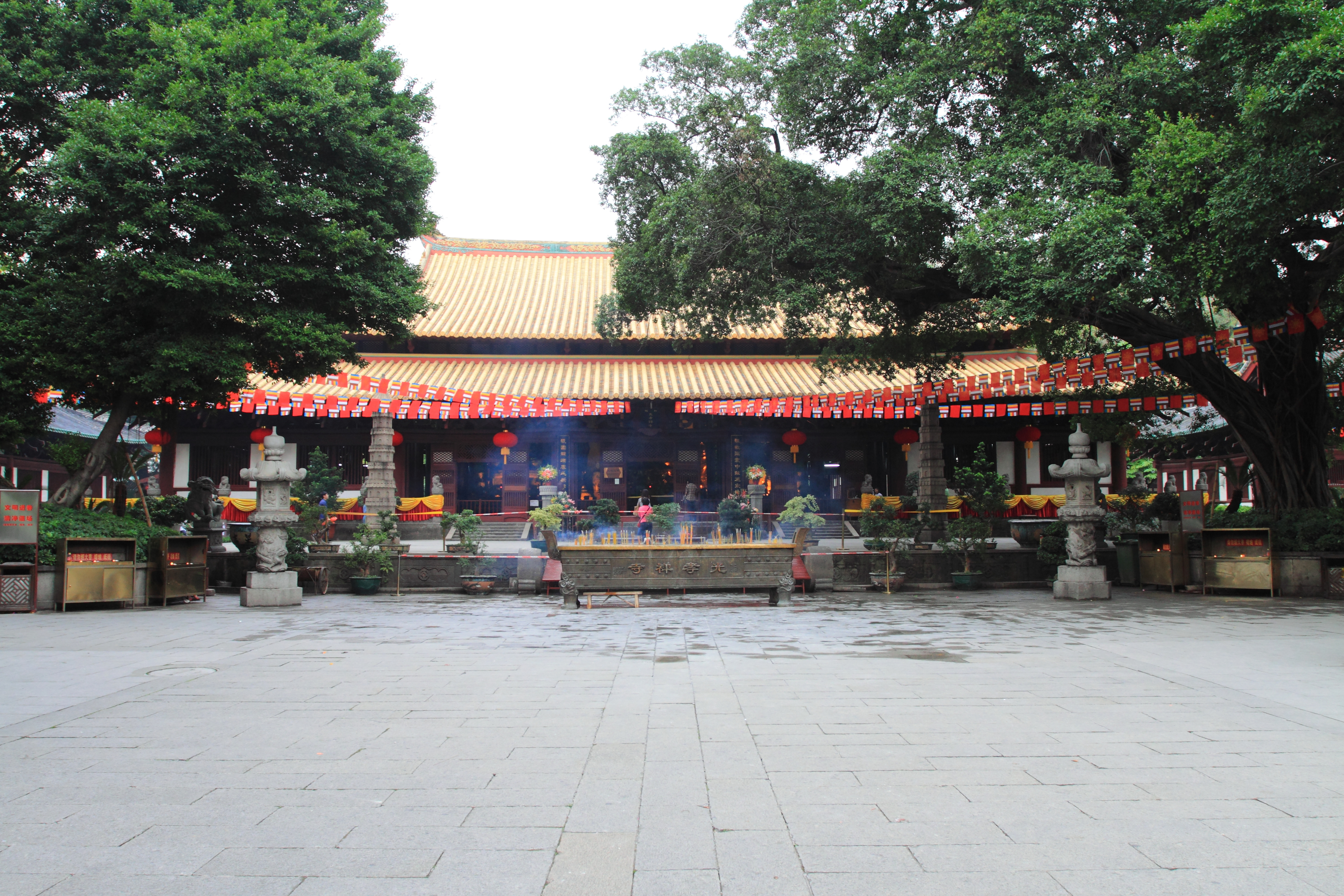
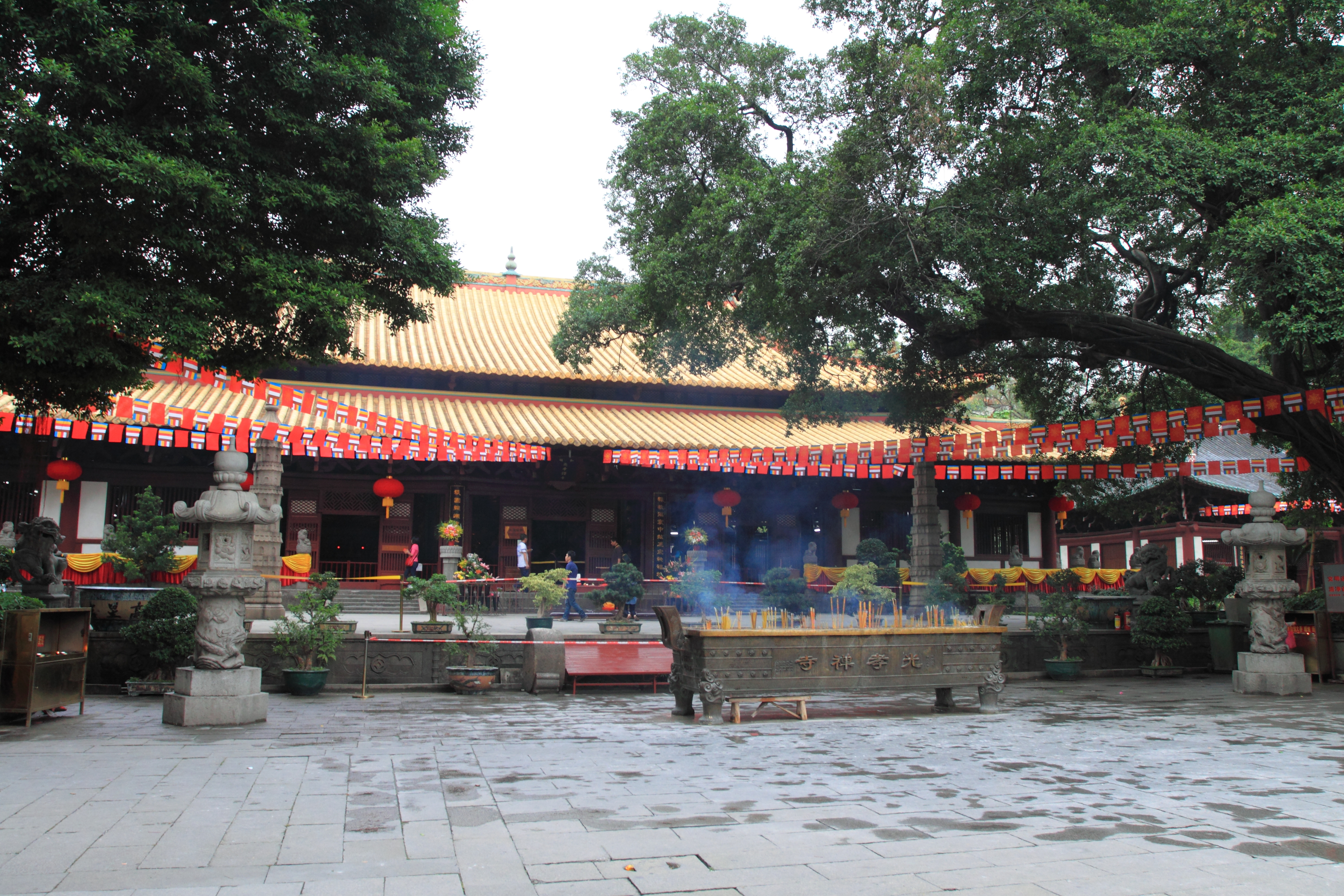
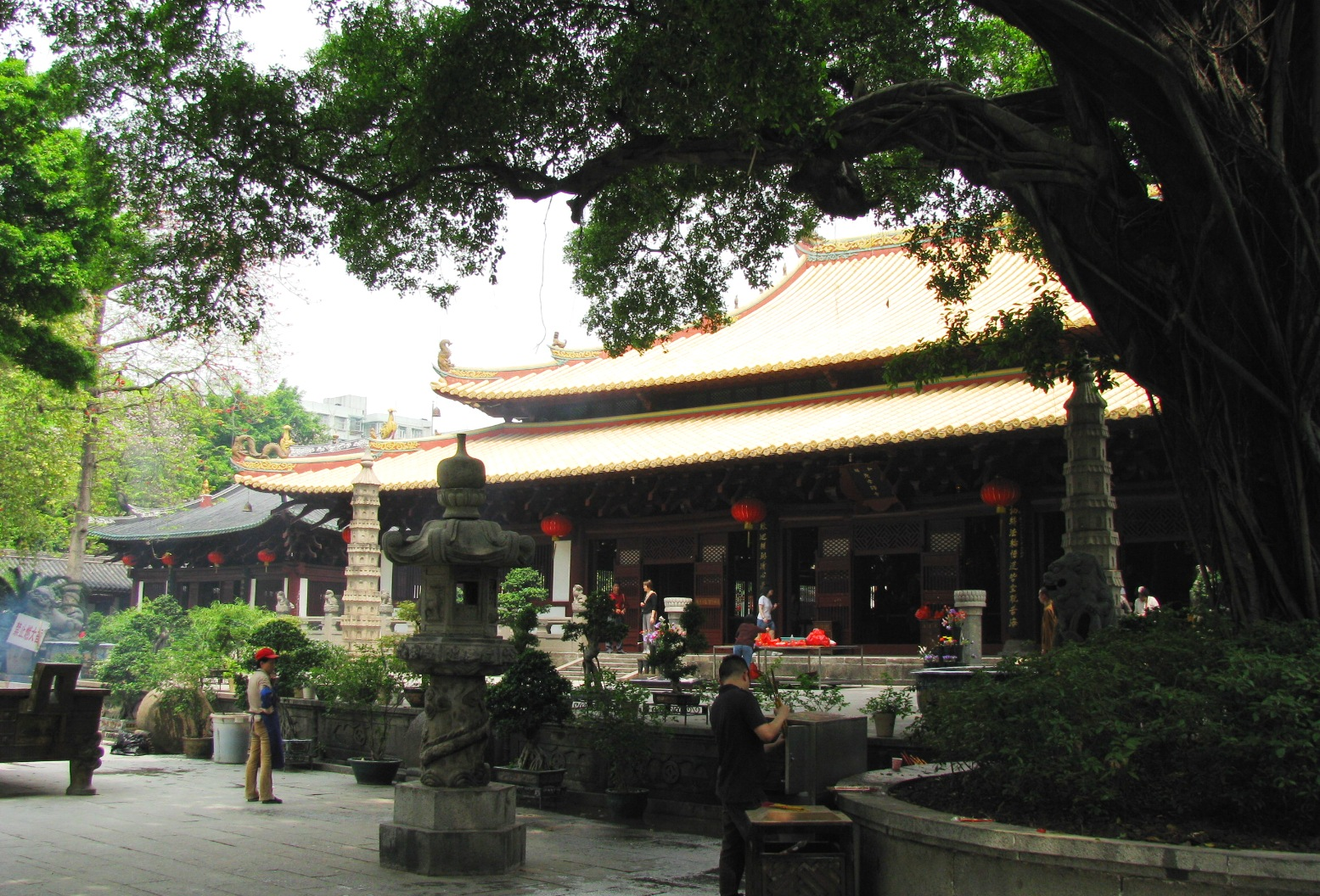
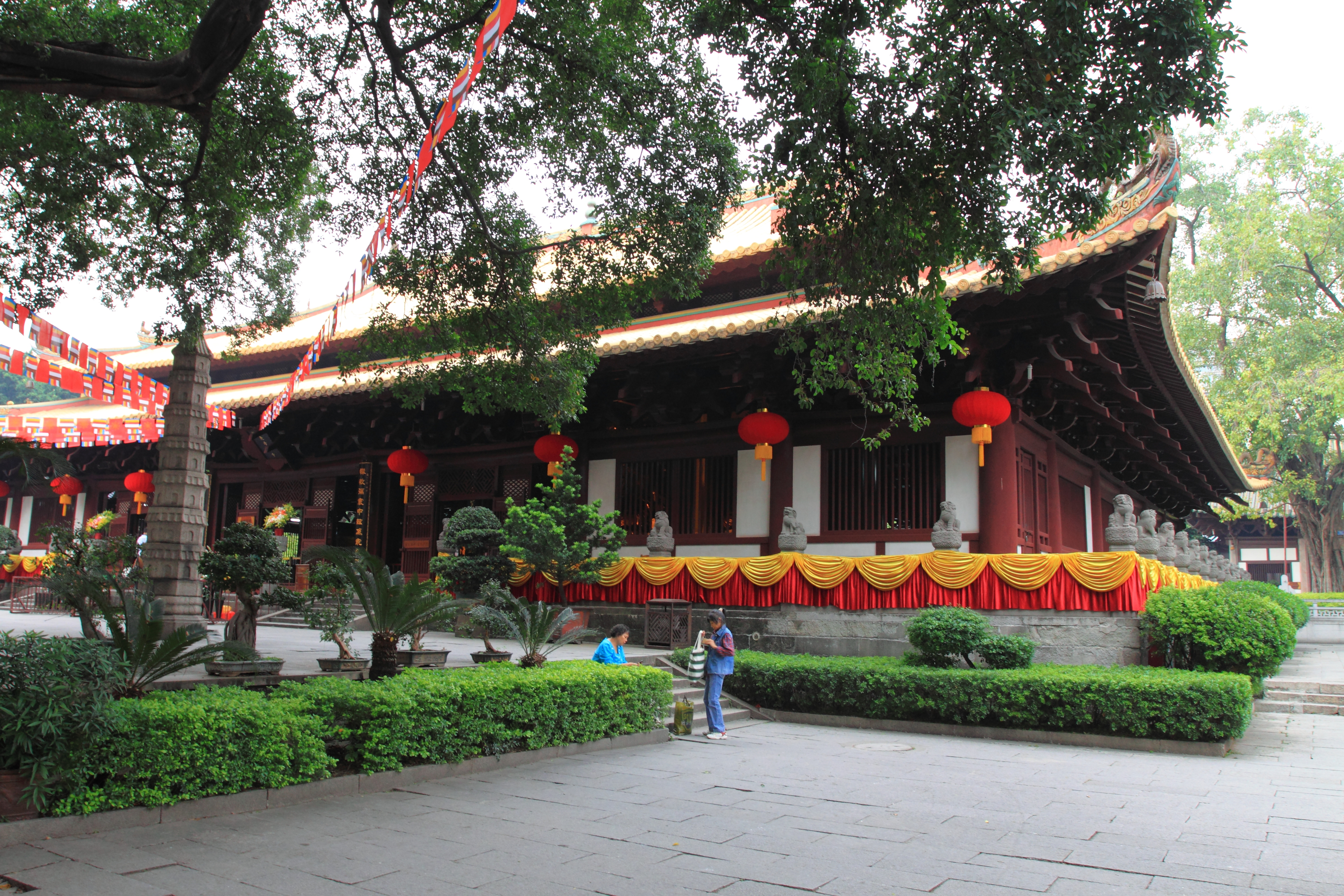
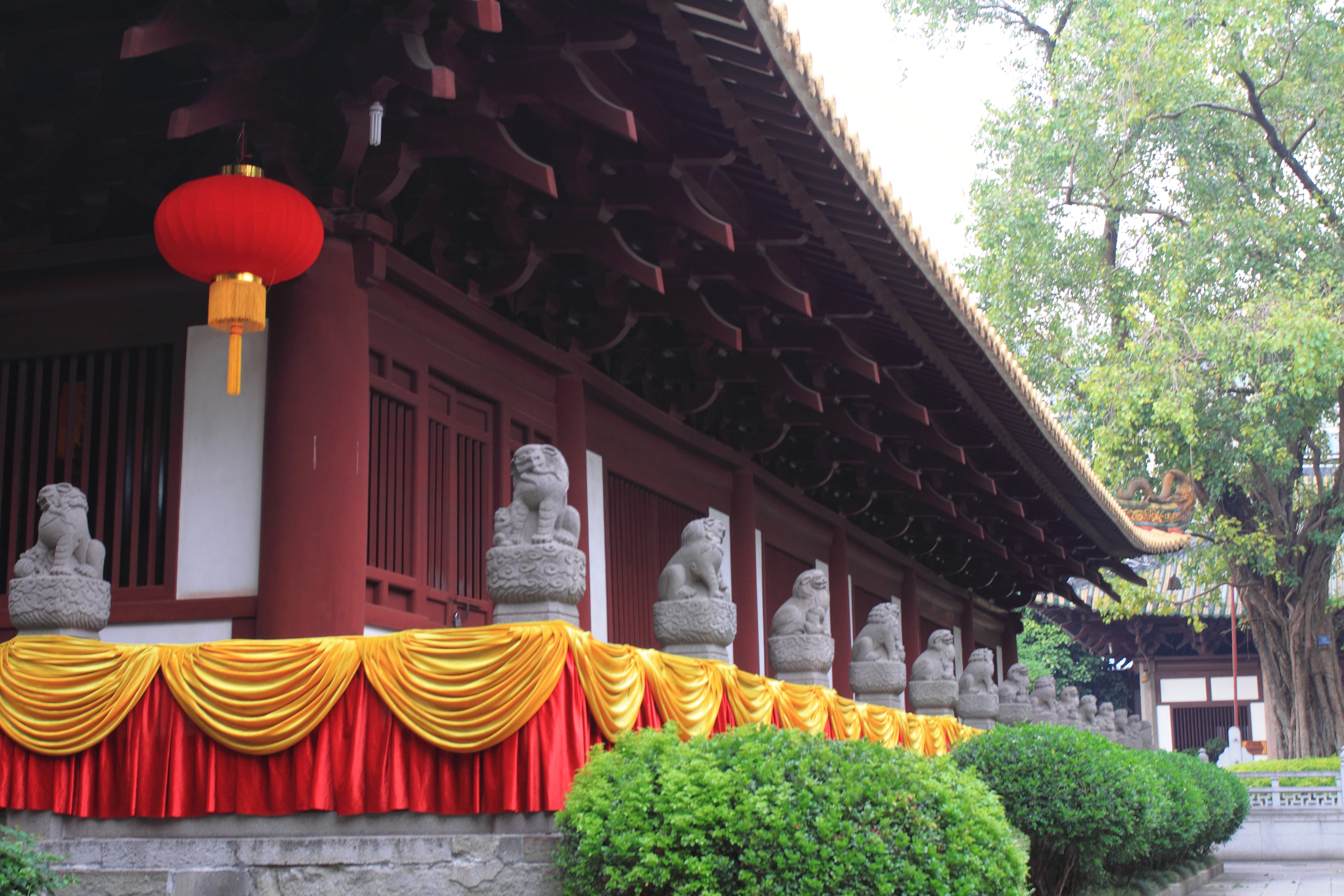
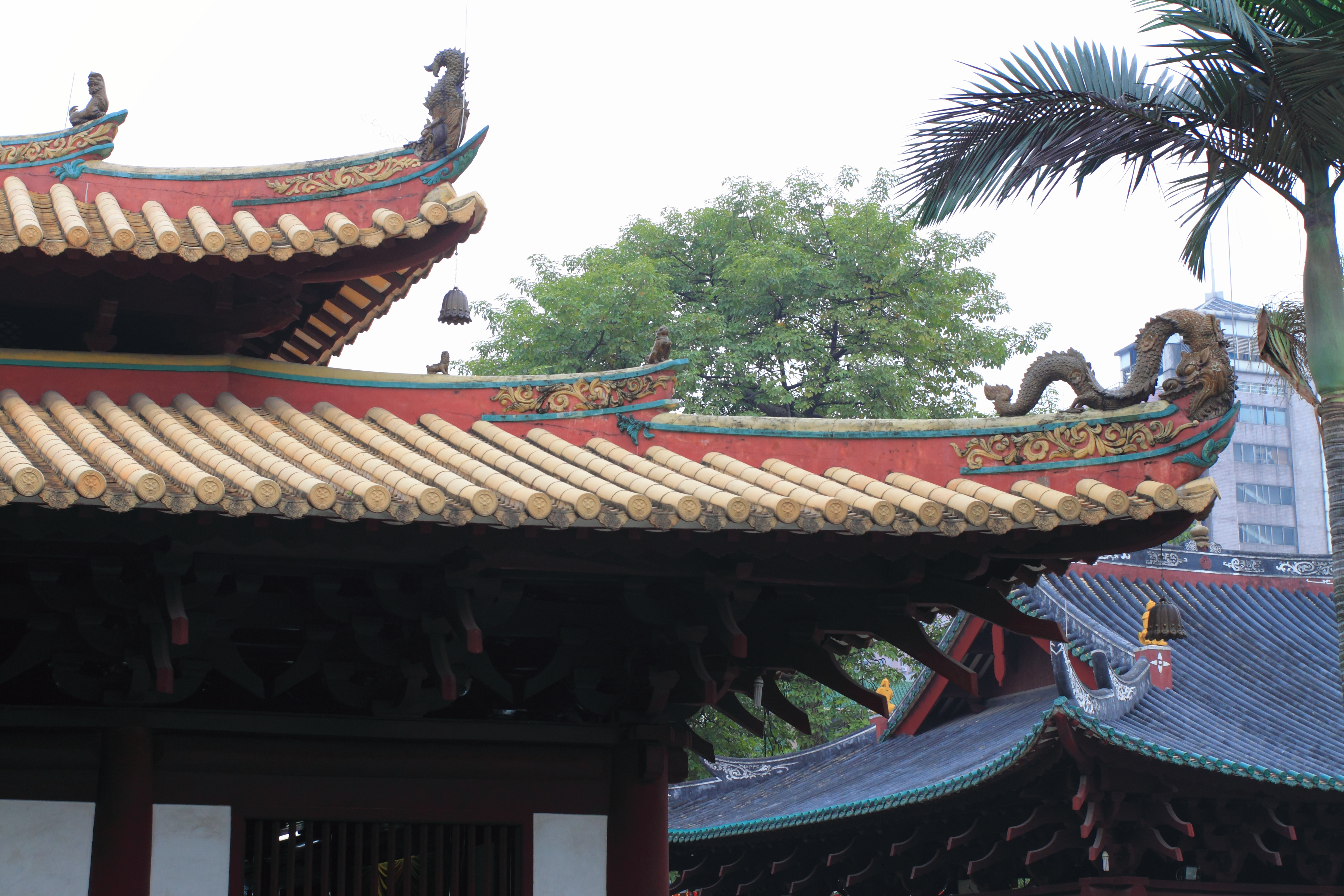
Gulou - Wieża Bębna
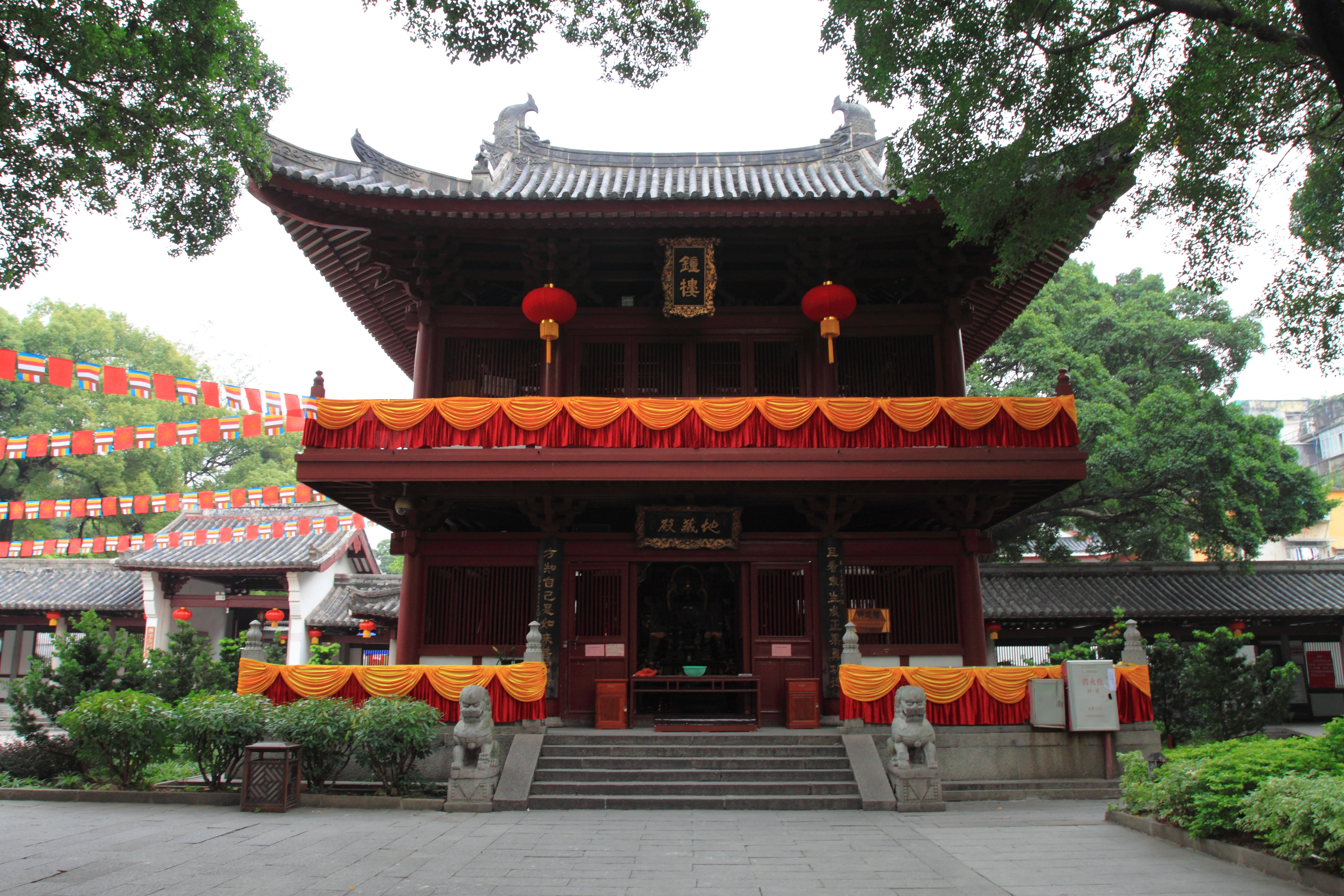
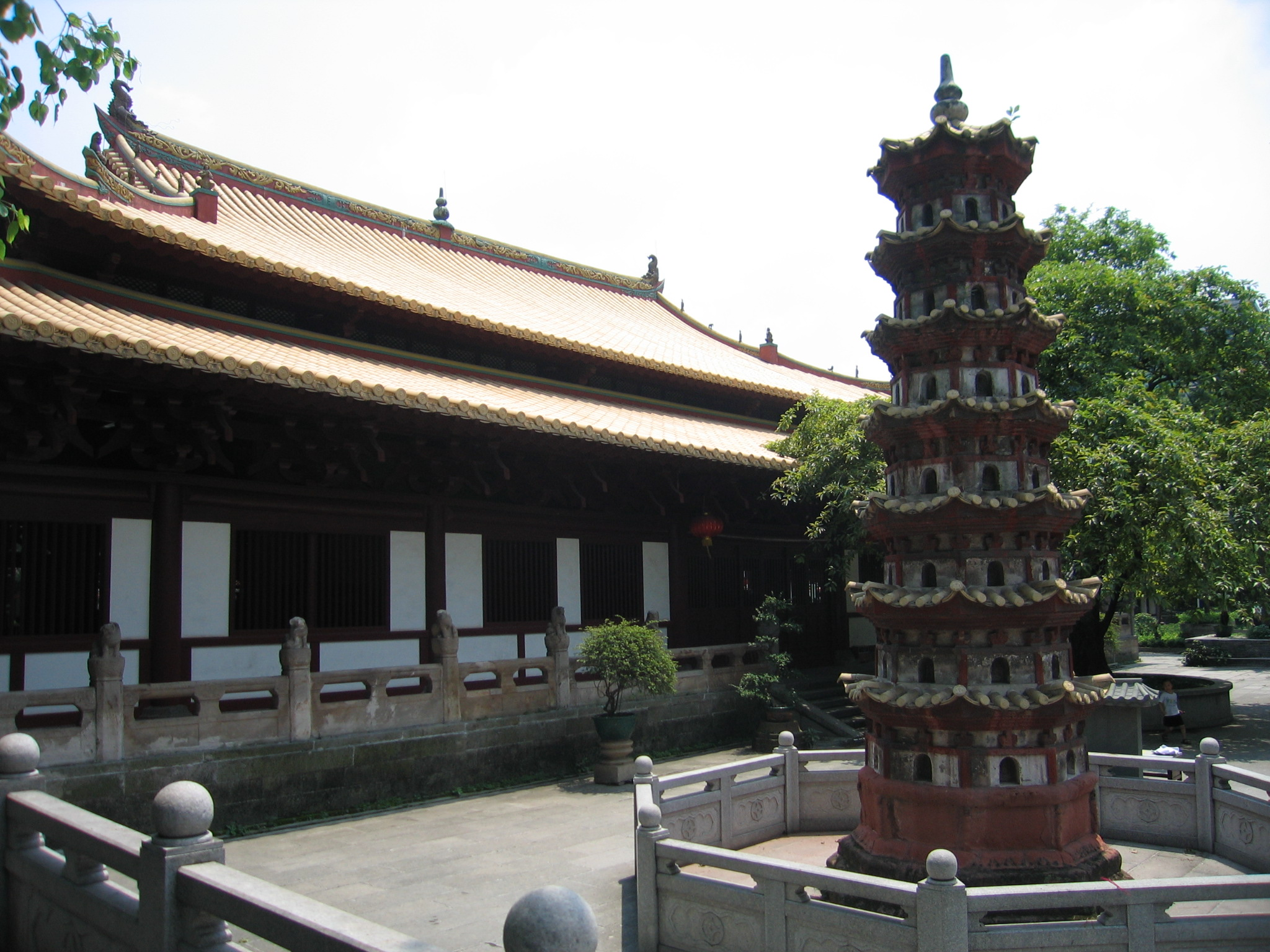
Yifata
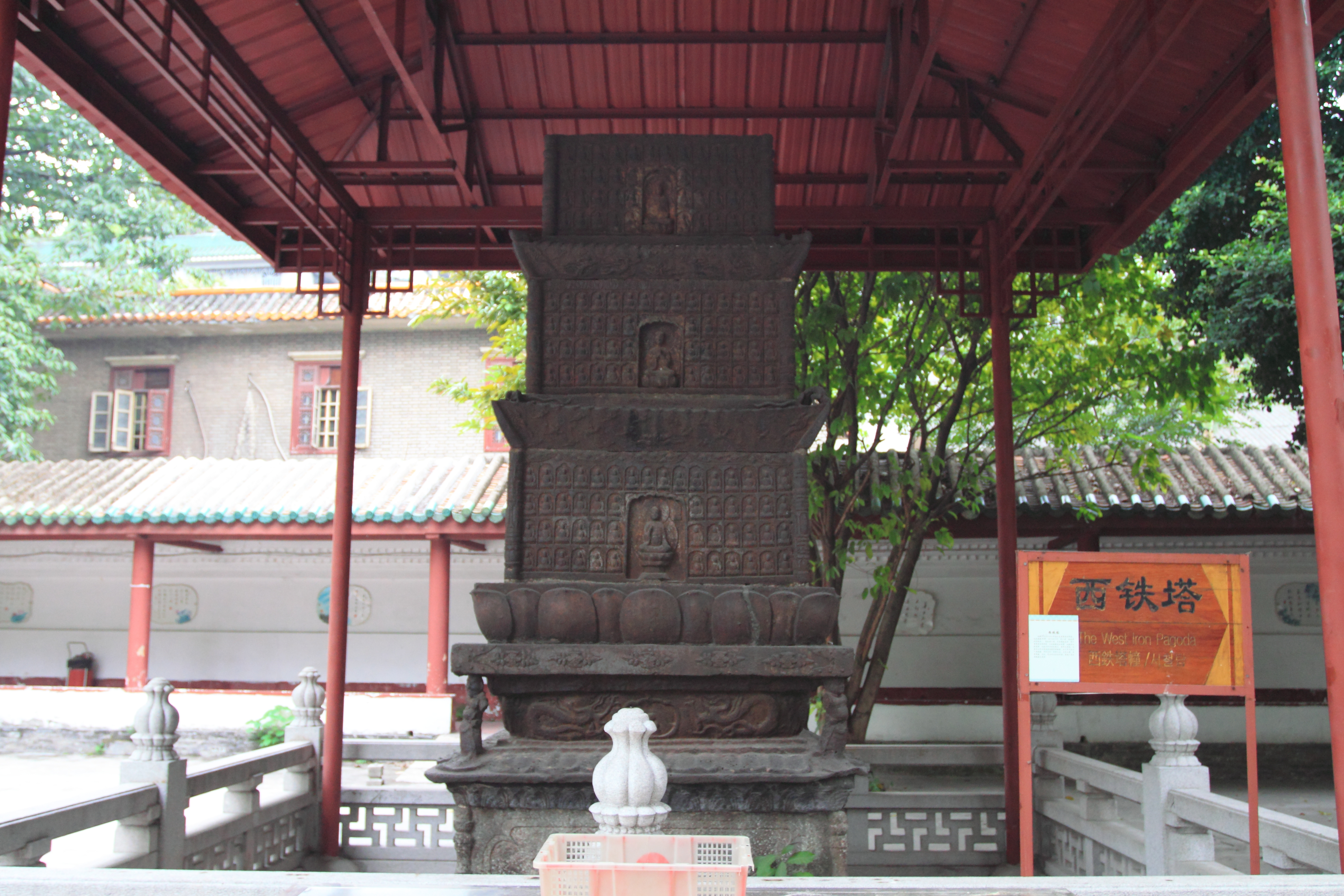
Zachodnia Żelazna Stupa
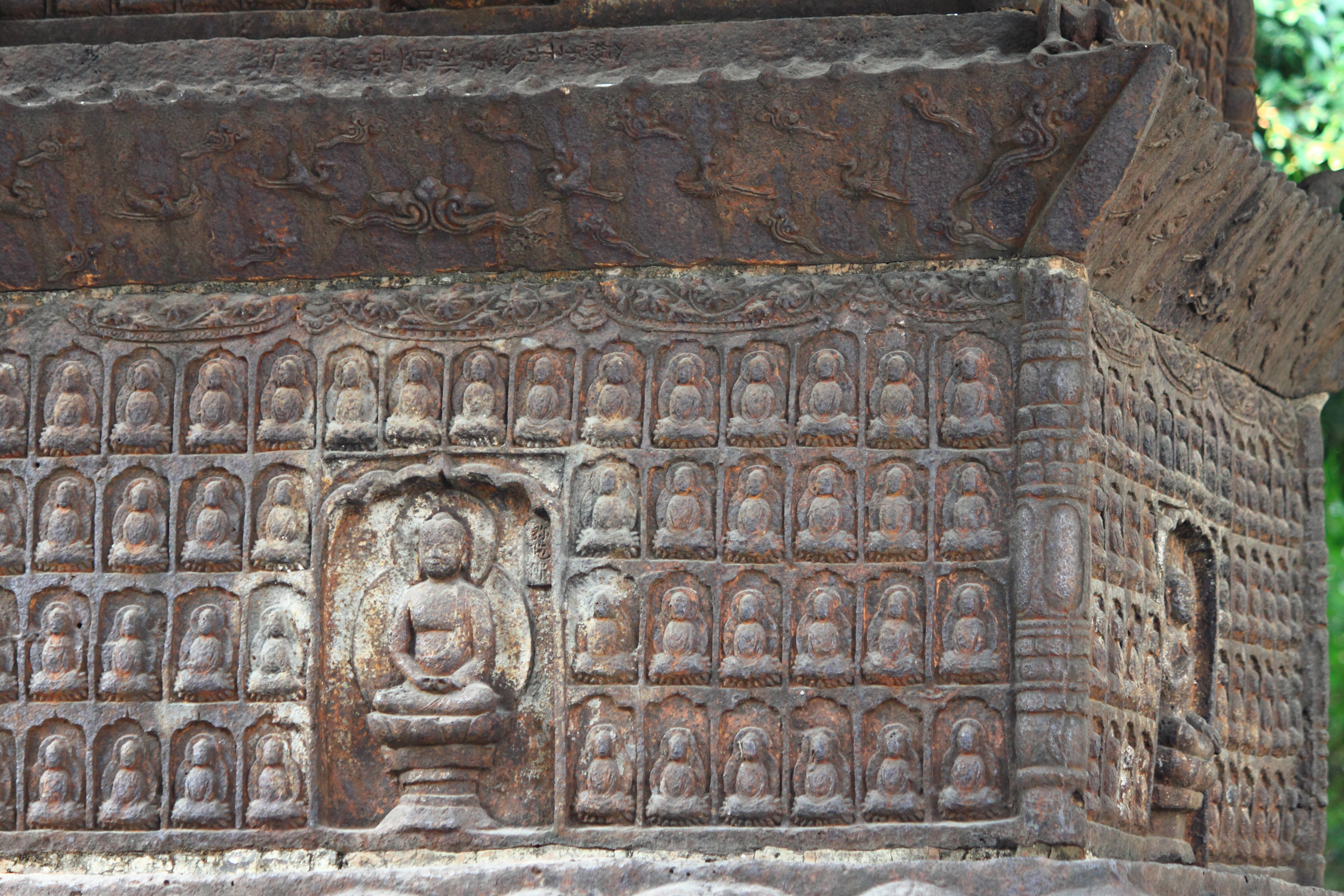
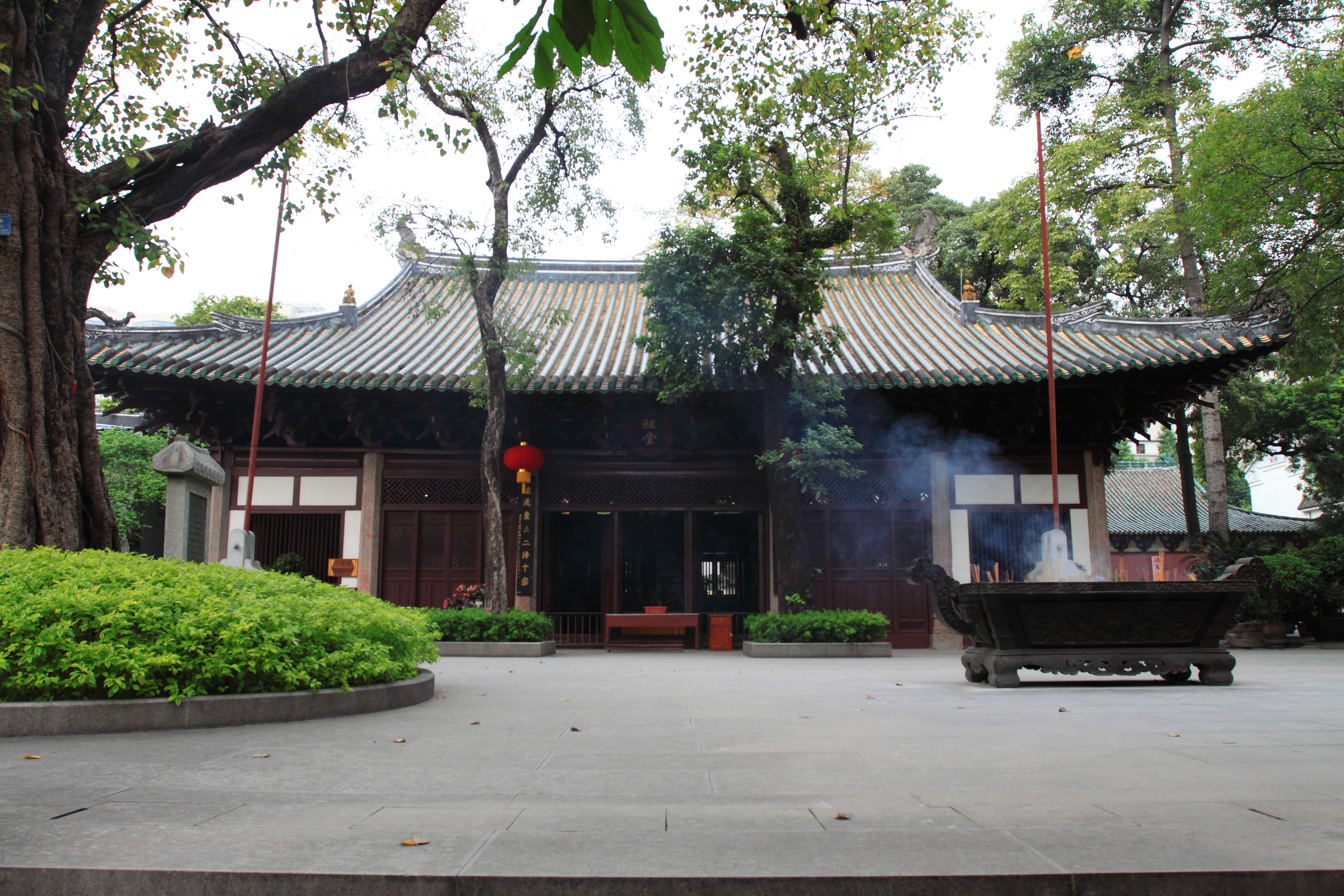
Pawilon Szóstego Patriarchy Huinenga
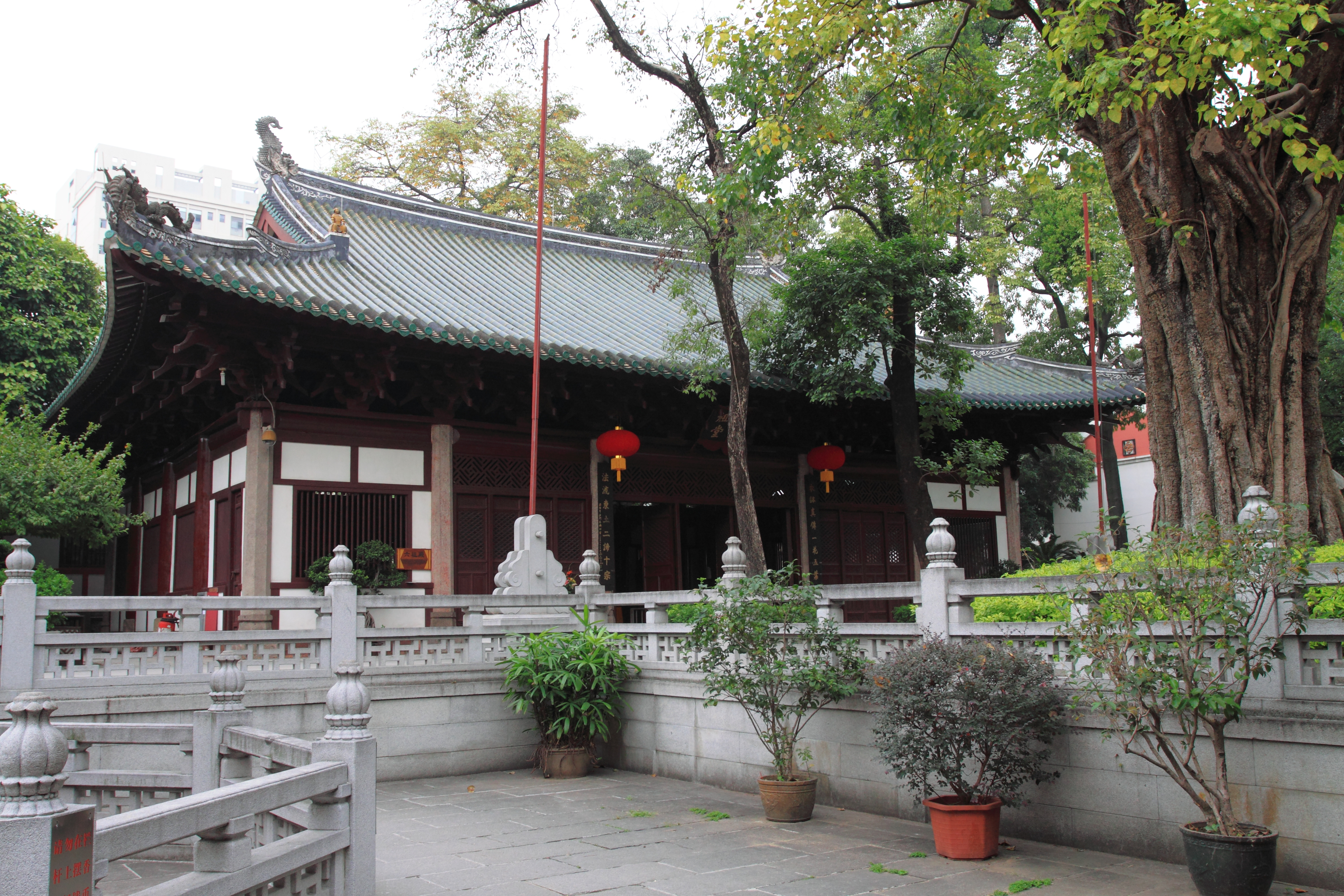
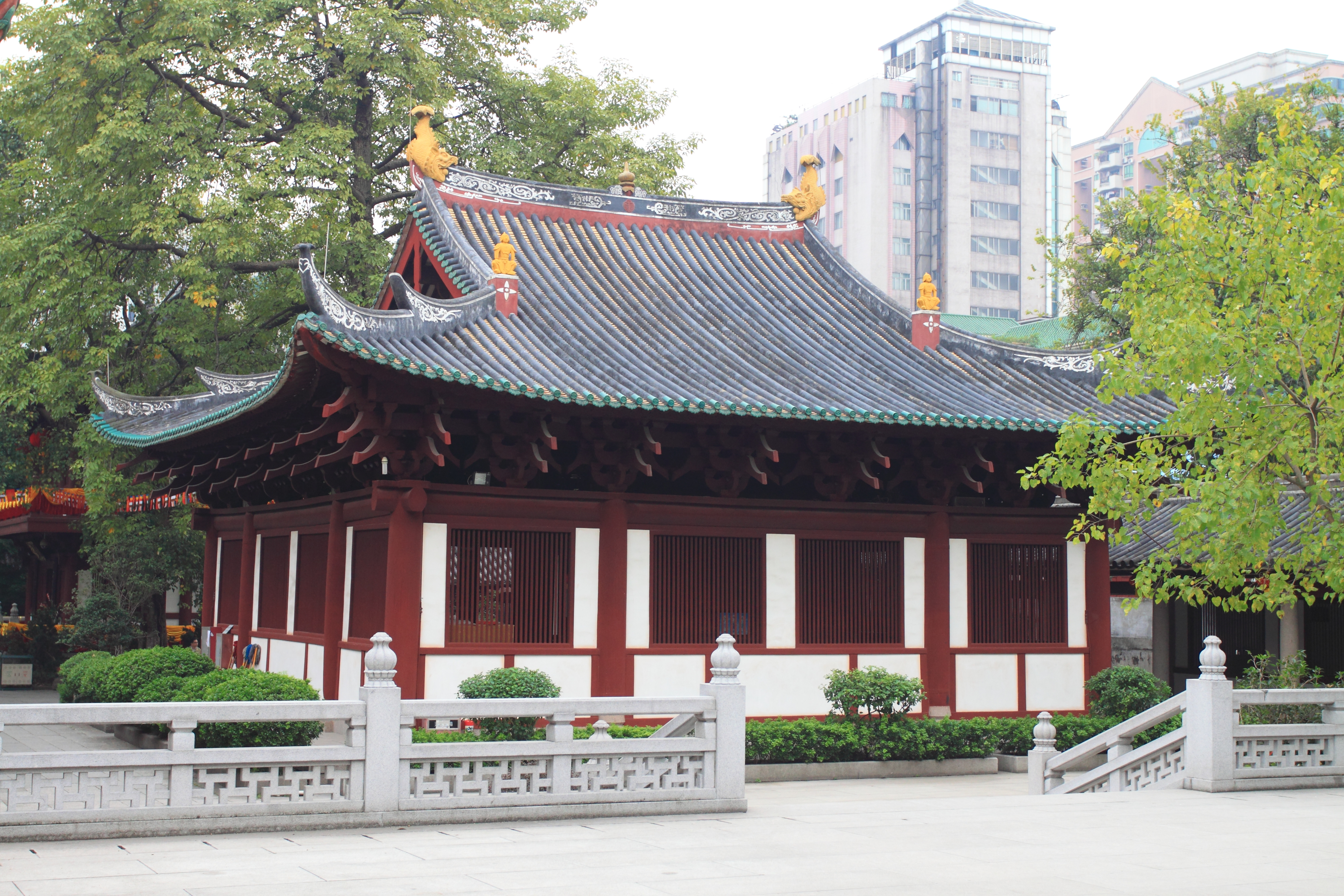
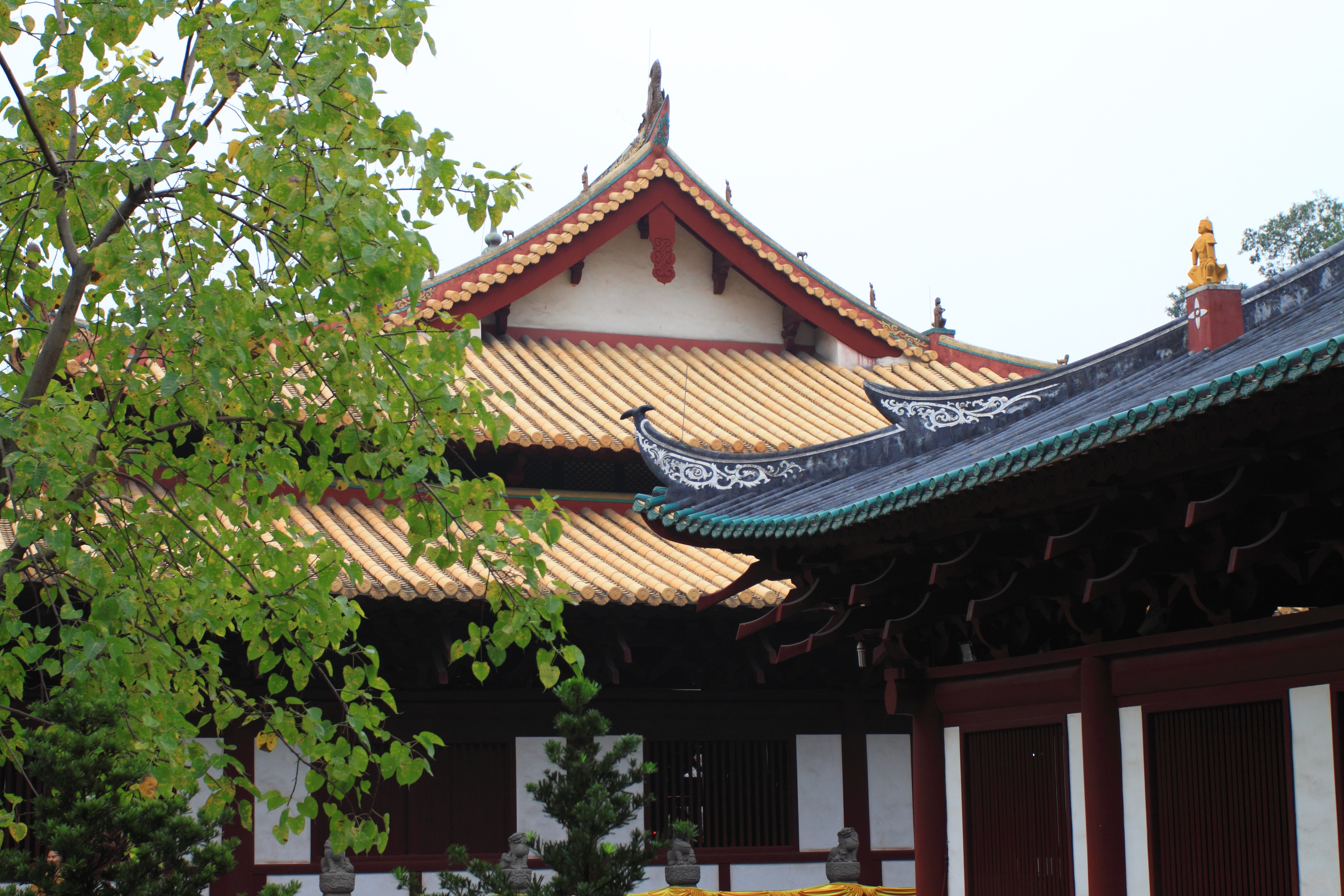
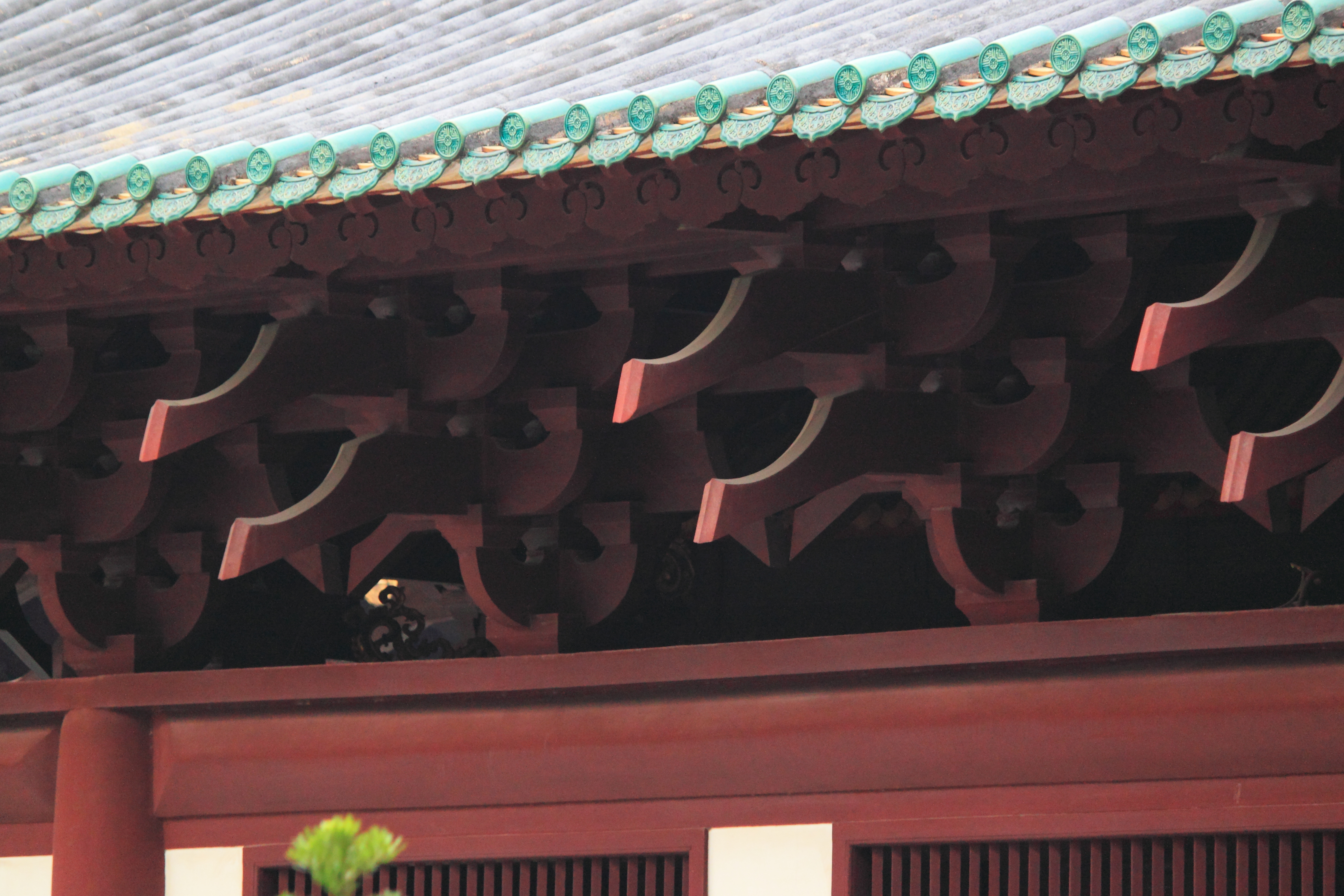
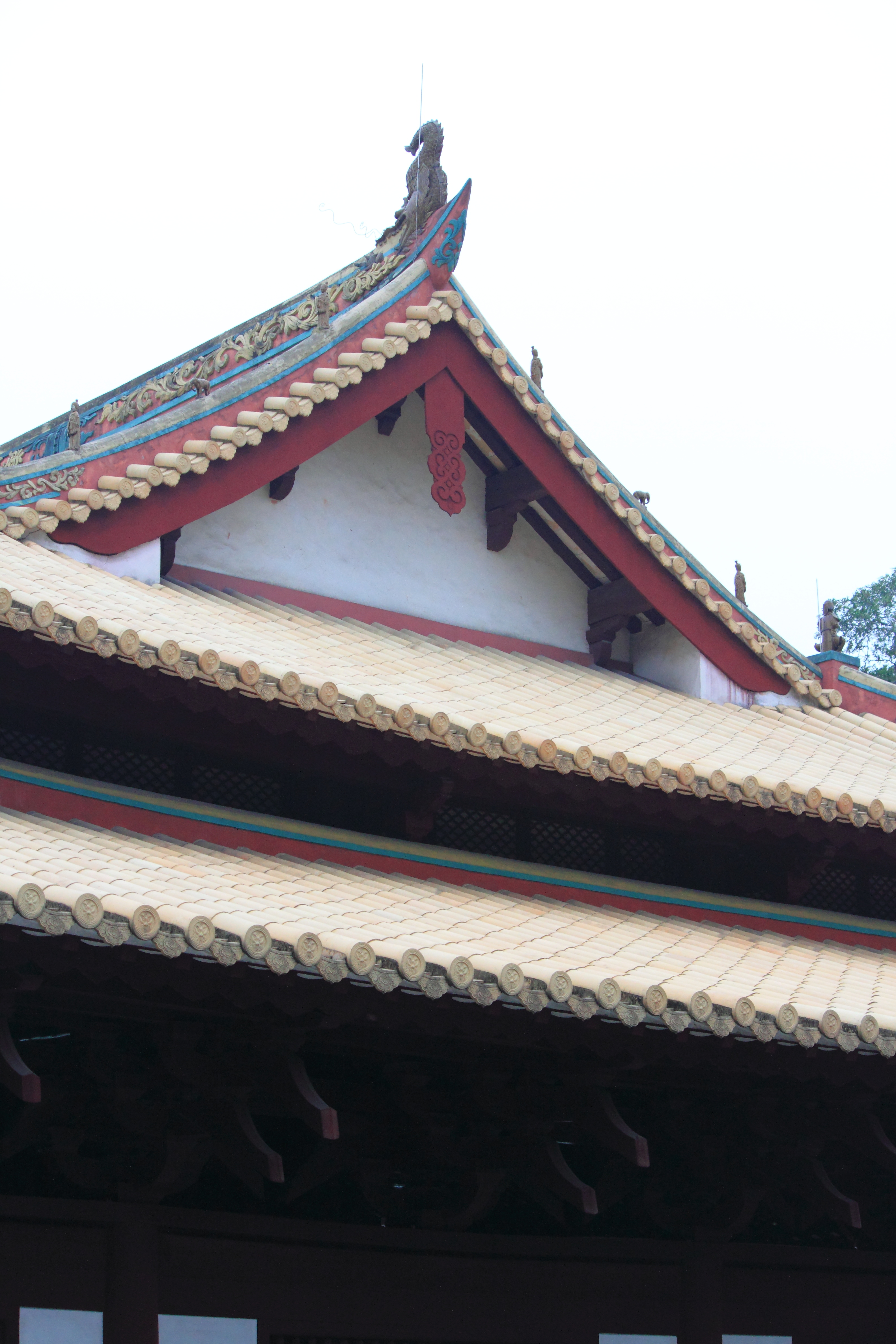
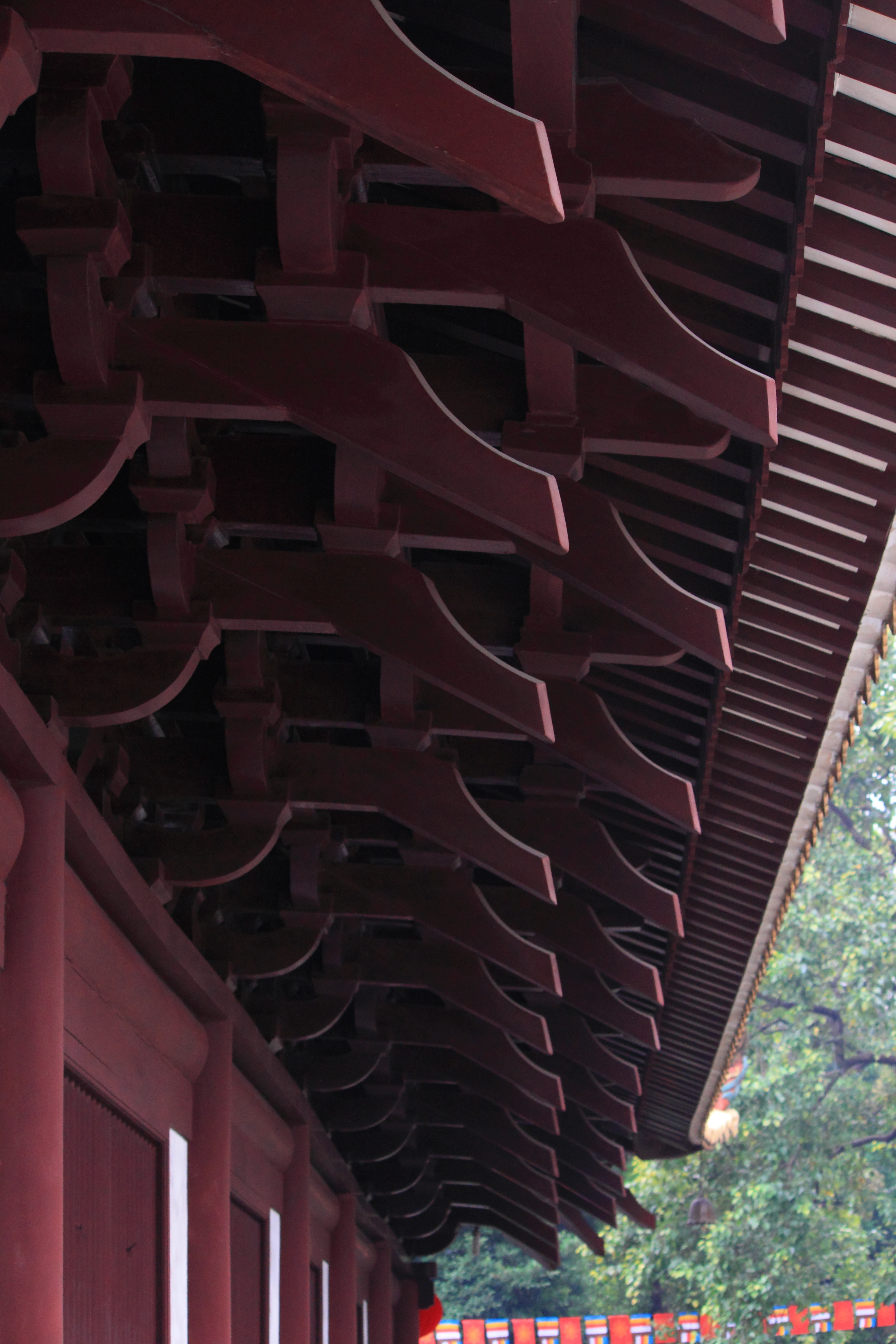
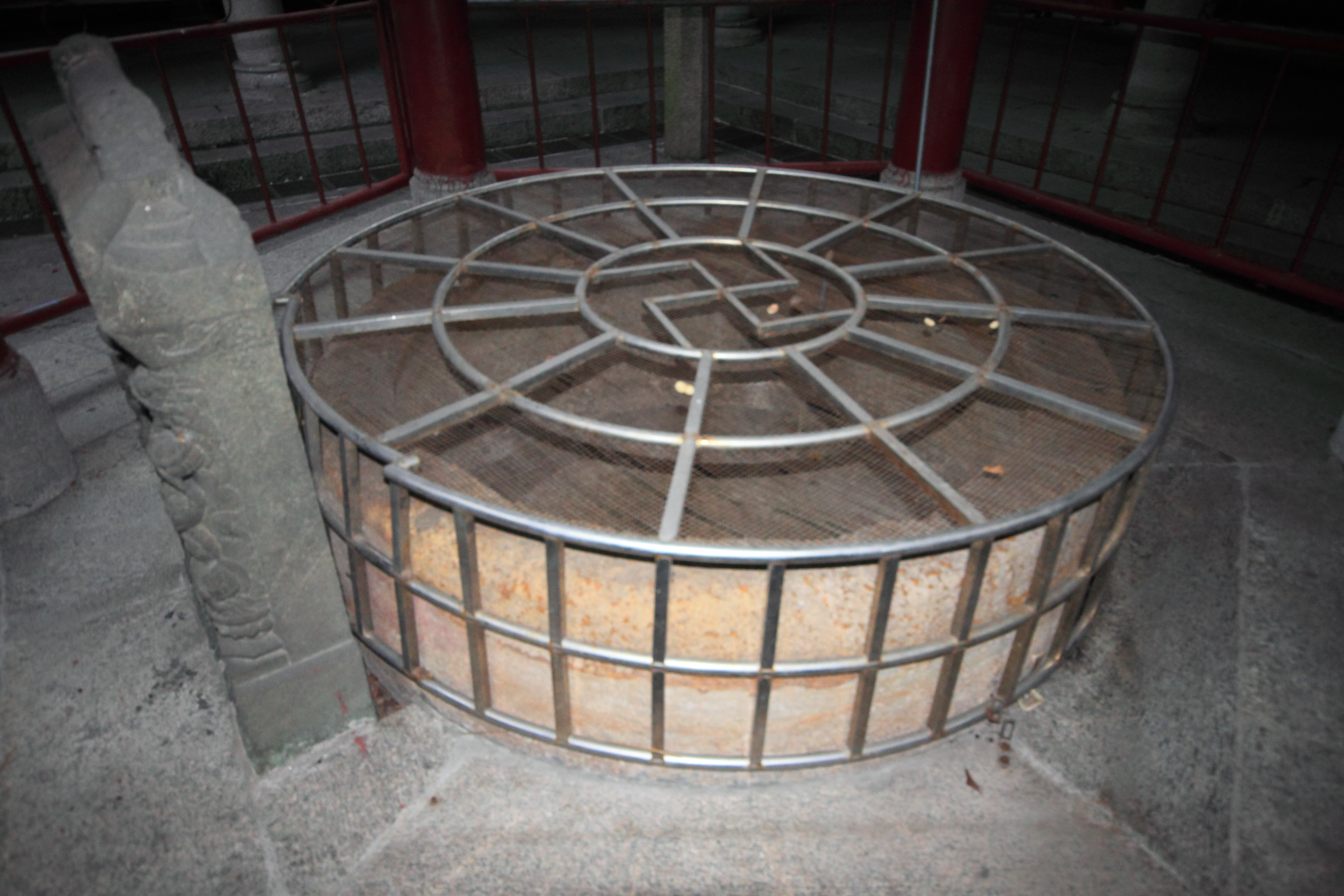
Źródło Mycia Misek
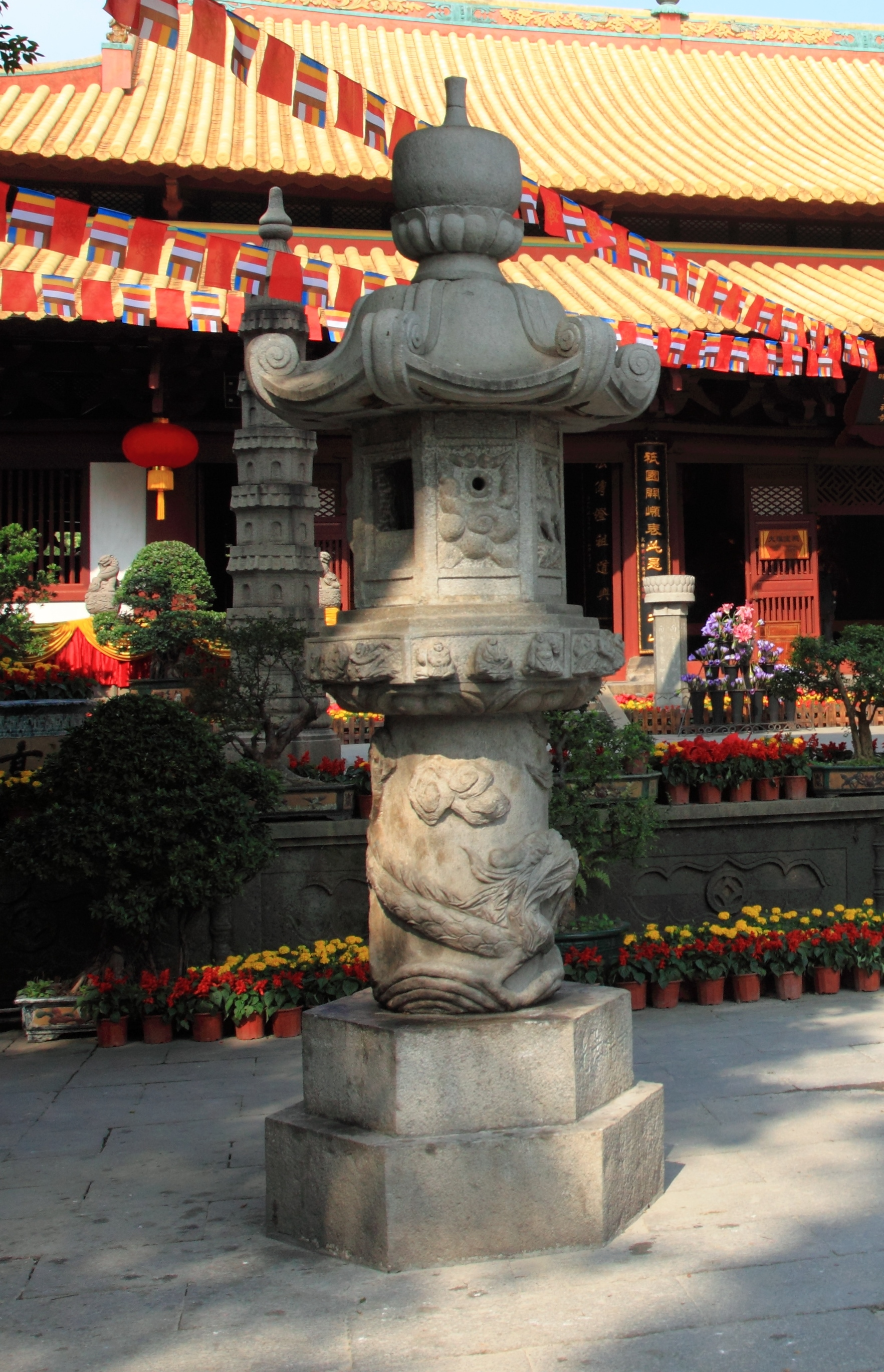
Lampa
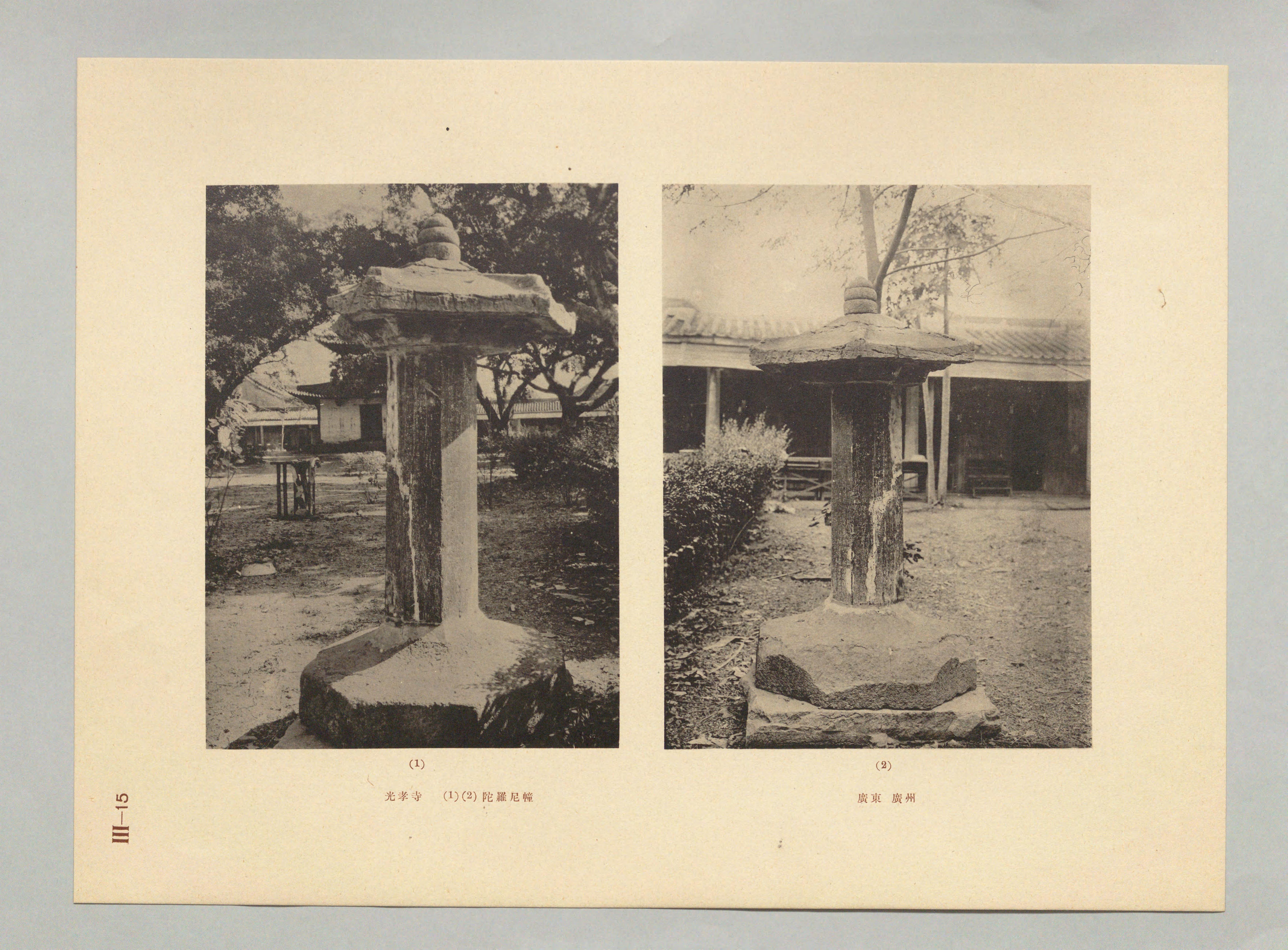
Filar Sutry Mahakaruna Dharani (zdjęcie archiwalne)
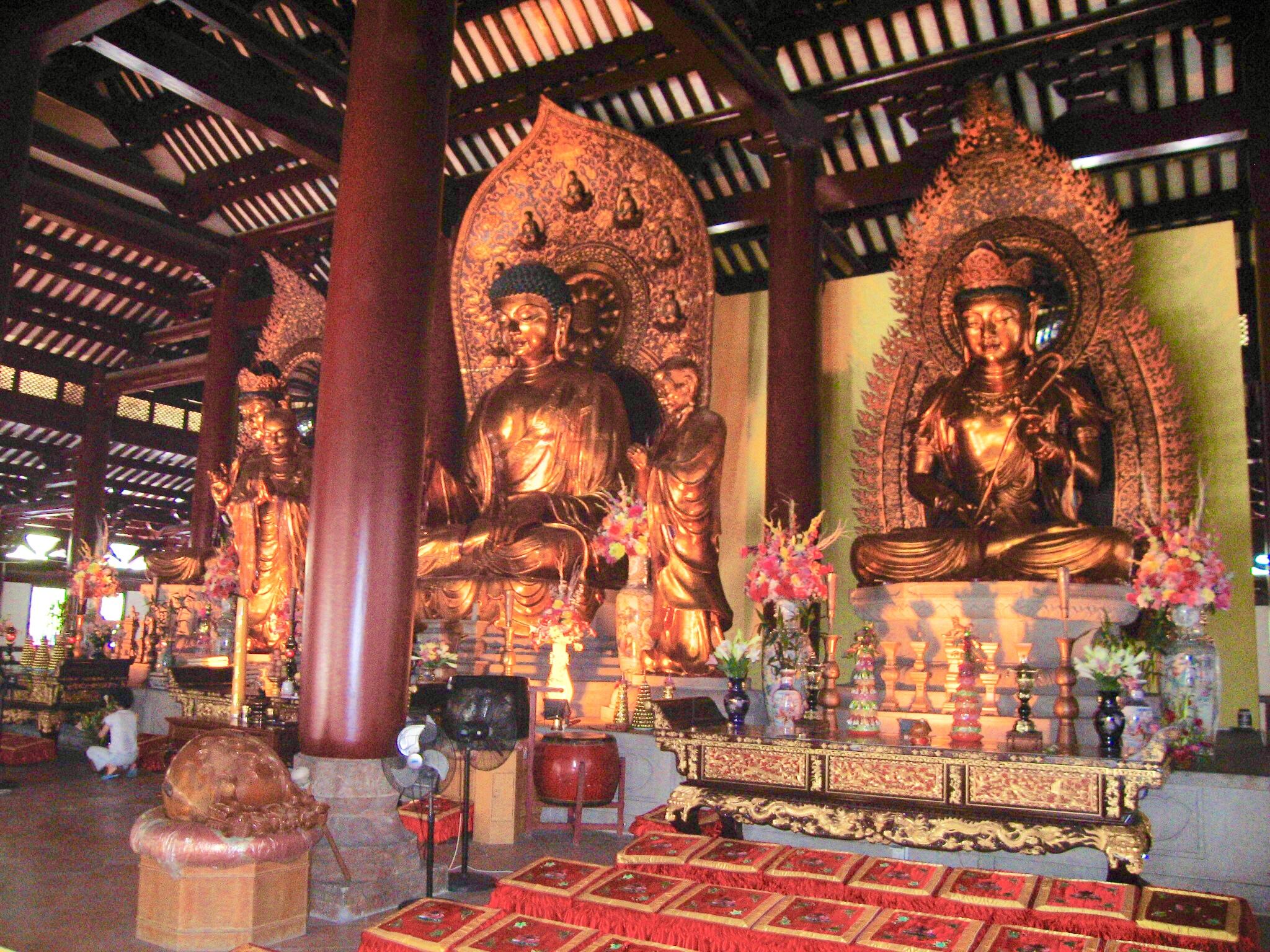
Buddyjska Triada
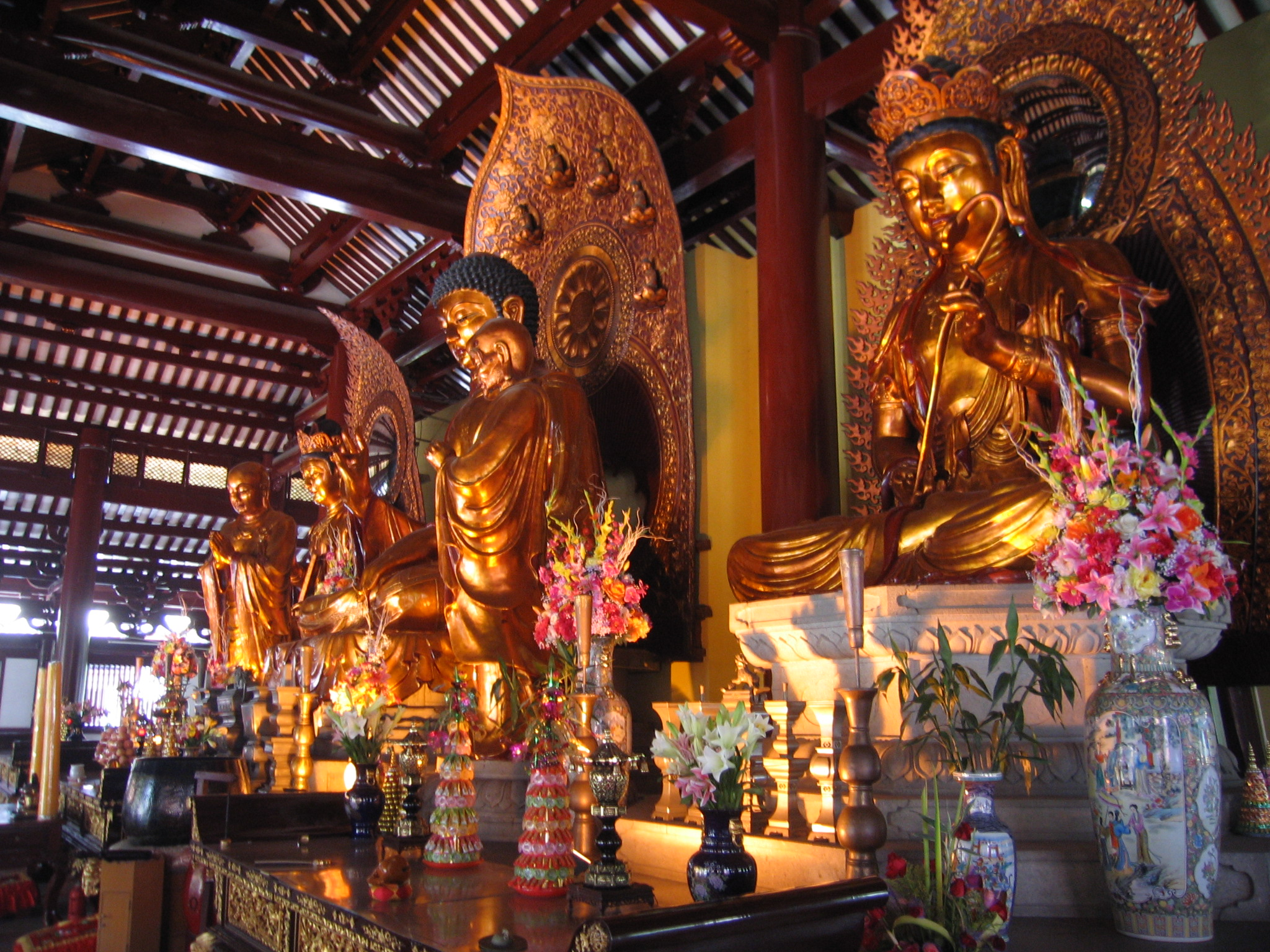
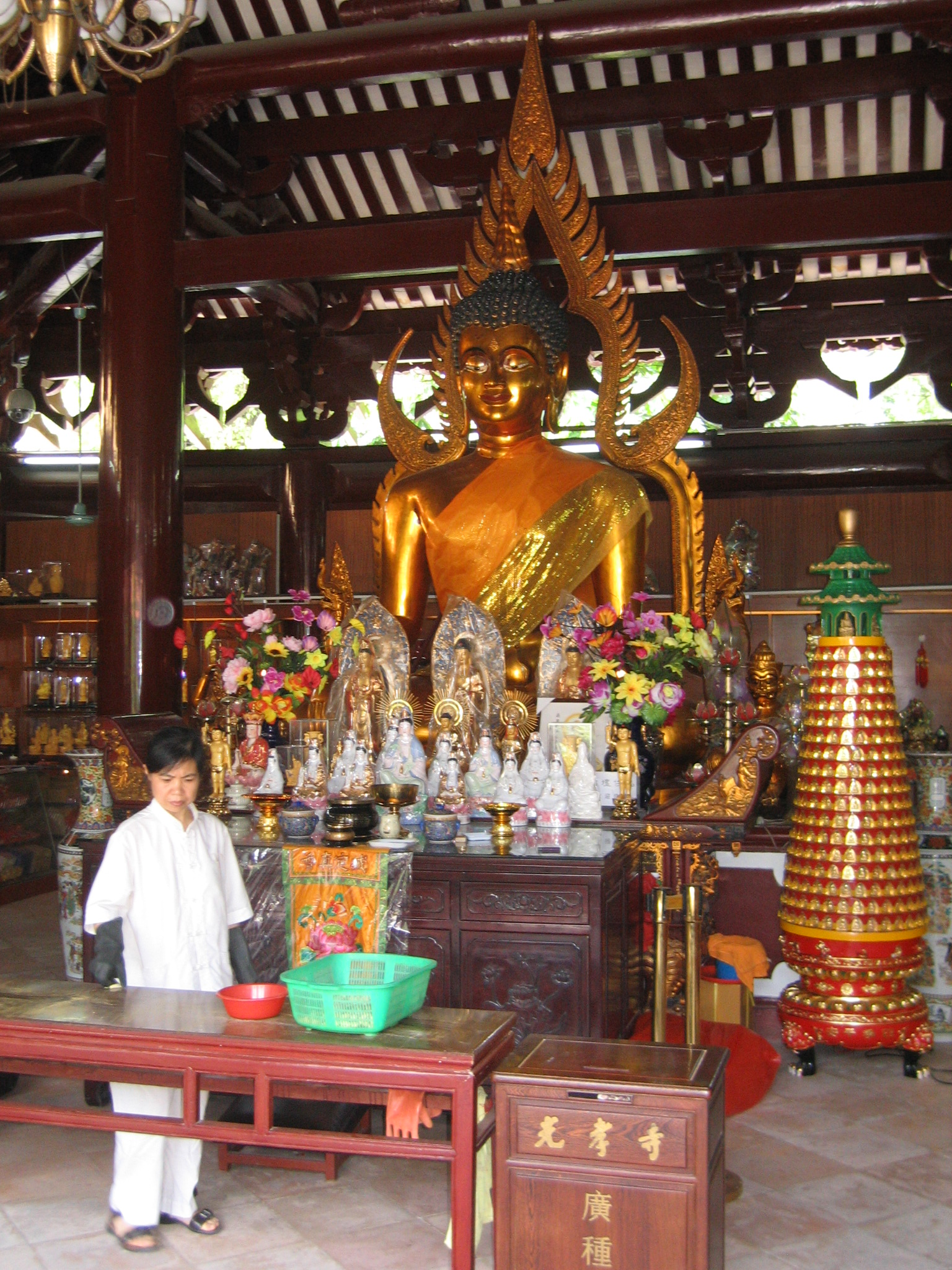
Posąg Buddy z wyraźnymi wpływami tajskimi
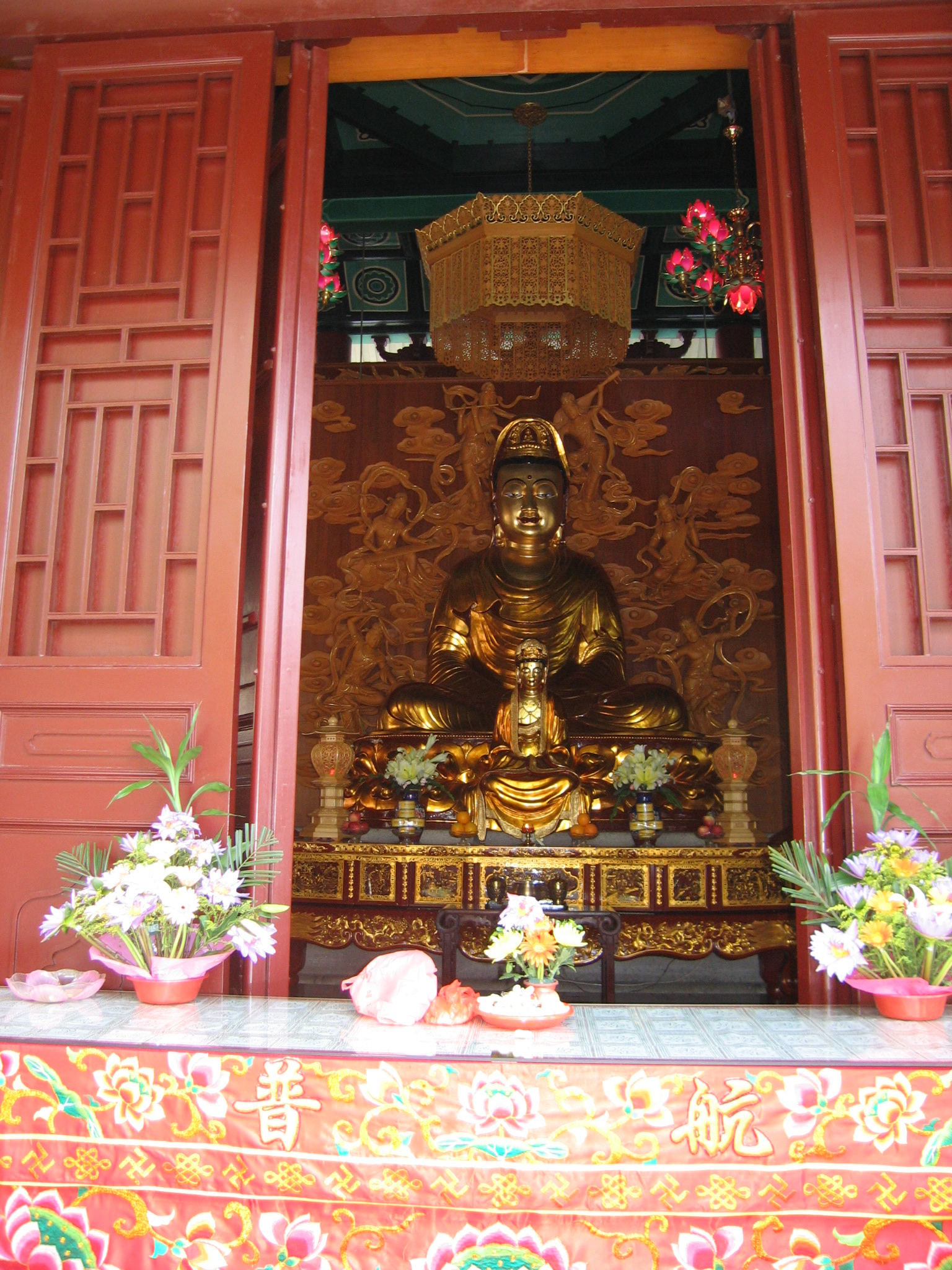
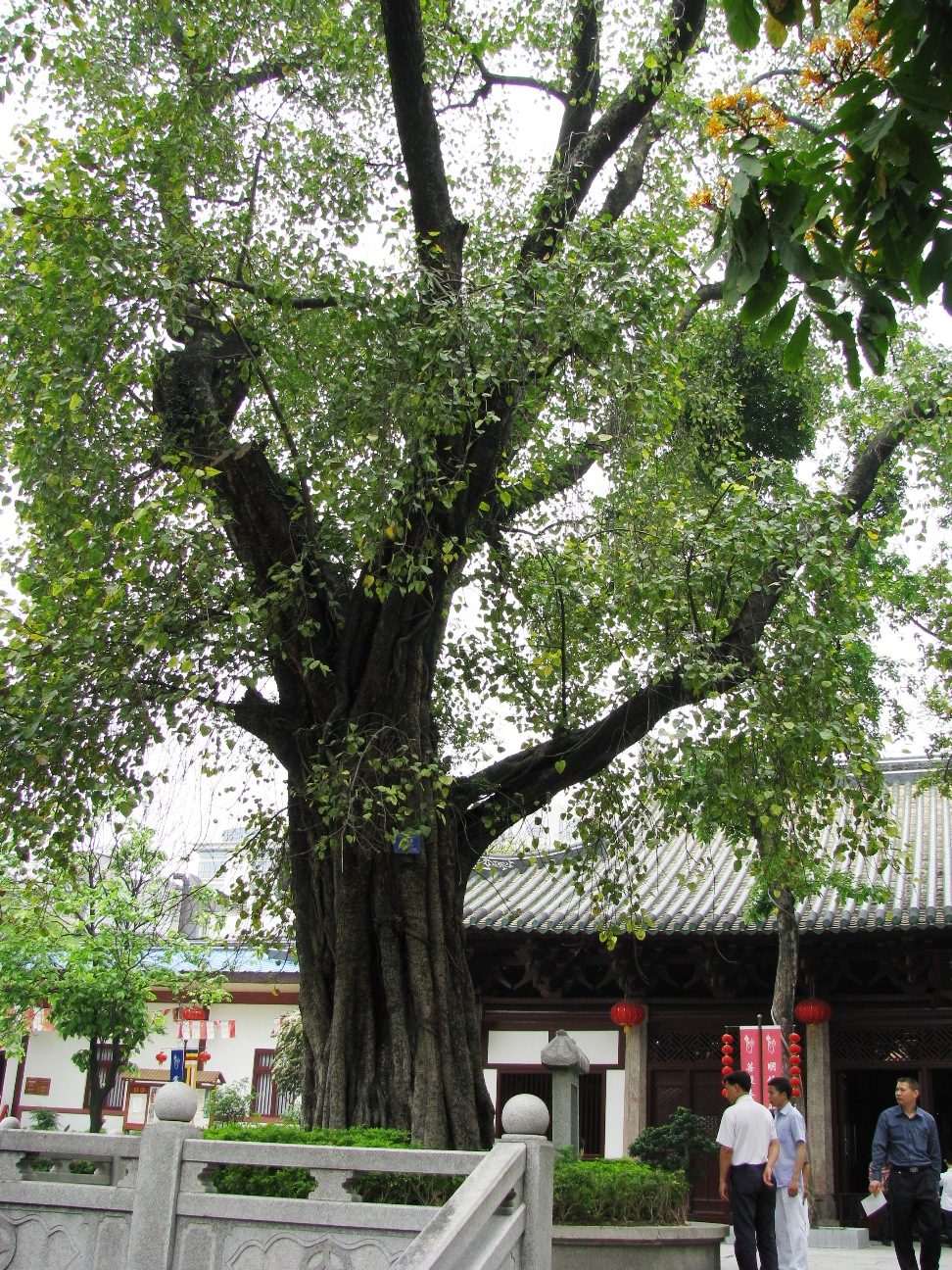
Święte drzewo figowe
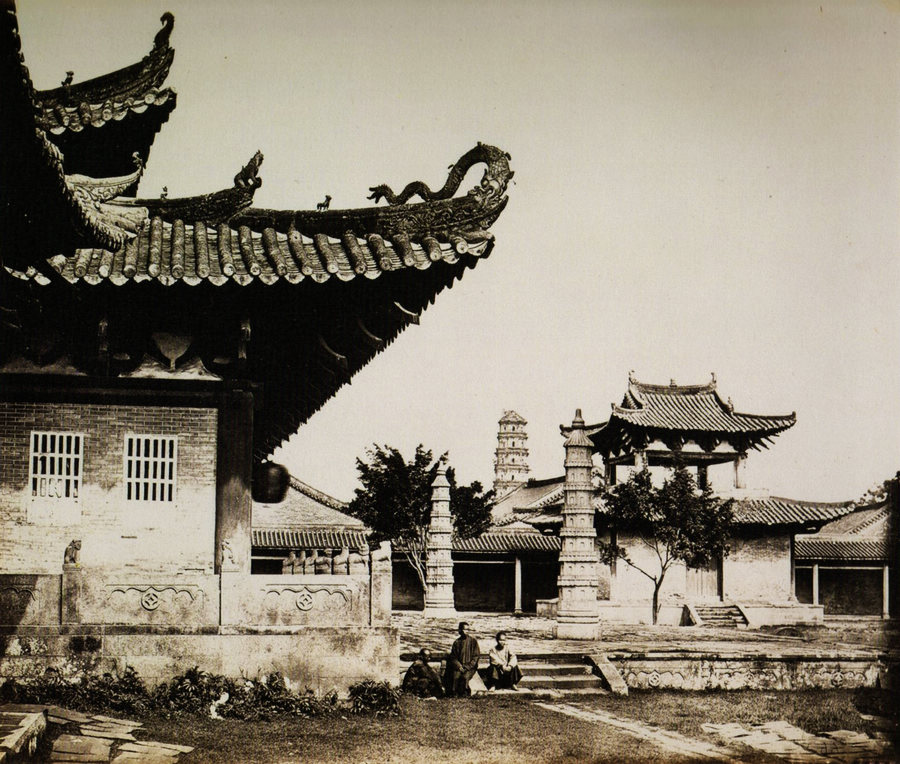
Archiwalne zdjęcie klasztoru